# 火星水文

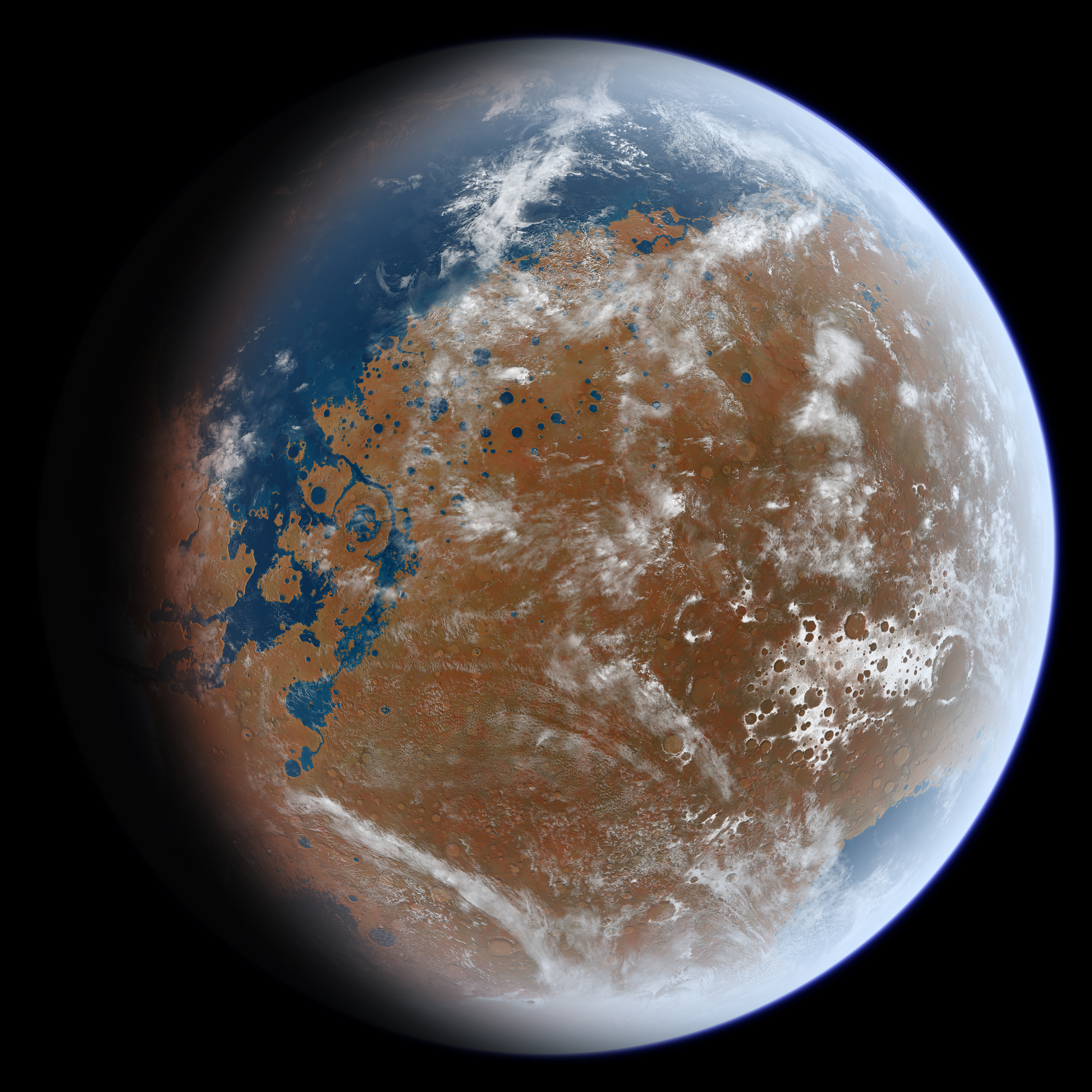
根据地质数据创作的古代火星的艺术想象图

現今火星上几乎所有的水都是以冰的形式存在，此外大气层中也分布有极少量的水汽，被认为是浅层火星土壤中低流量的液态卤水，也称为重现性斜坡线，可能是山坡上流沙滑落形成的黑色条纹。在地表，可看到水冰的唯一地方是北极冰盖，而火星南极永久二氧化碳冰盖下和环境更温和的浅层地表下也可能存有丰富的水冰。现已在火星表面或近地表下探测到超过500万公里3的冰，足以覆盖整个行星表面35米（115英尺）深，更多的水冰可能还被锁在地下更深处。
現今火星表面可能会短暂地出现一些液态水，但仅限于来自大气层和薄膜的微量溶解水分，这对已知生命来说是具有挑战性的环境。行星表面不存在大型液态水体，因为那里的平均气压只有610帕斯卡（0.088磅每平方英寸），这一数字略低于水在三相点的蒸气压。在火星平均条件下，表面变暖的水会升华，这意味着直接从固体转变为蒸汽；相反，冷却的水会凝华沉积，意味着直接从气体转变为固体。
大约在 38 亿年前，火星可能拥有更稠密的大气层和更高的表面温度，允许地表存在大量的液态水，可能还包括一片覆盖了火星三分之一表面的海洋。在火星历史的最近一段时间里，水显然也以不同的间隙在短时间内流过地表。好奇号火星车探索的盖尔撞击坑中的埃俄利斯沼就是一座古淡水湖的地质遗迹，可能是微生物生命宜居的环境。
目前火星上的水资源贮量可通过航天器成像、遥感技术（光谱测量、雷达等）以及着陆器和漫游车的表面勘查来评估。过去水的地质证据包括洪水蚀刻出的巨大溢出河道、古河谷网、三角洲和湖床以及探测到只在液态水中形成的地表岩石和矿物质。许多地貌特征表明，在最近和现在的一段时期中，存在地面冰（永久冻土）和冰川中冰的移动；悬崖和陨石坑壁上的冲沟和暖坡线表明，水流仍在继续塑造着火星表面，只是程度远低于古代。
虽然火星表面周期性地潮湿，并在数十亿年前可能适合微生物生活，但现今的地表环境极度干燥且温度低于冰点，可能对生物体构成了无法逾越的障碍。此外，火星缺乏厚厚的大气层、臭氧层和地磁场，因此太阳和宇宙辐射可以畅通无阻地撞击地表，电离辐射对细胞结构的破坏作用是影响地表生命生存的另一项主要限制因素。因而，发现火星生命的最佳潜在地点可能是地下环境。在火星上已发现了大量的地下冰，检测到的水量相当于一座苏必利尔湖。2018年，科学家們报告說，在火星南极冰盖下1.5公里（0.93英里）处发现了一座冰下湖，水平范围约20公里（12英里），这是火星上第一个已知的稳定液态水体。
了解火星上水的分布和状况对评估火星孕育生命和为未来人类探索提供可用资源的潜力至关重要。正因如此，“跟随着水”成为美国宇航局火星探索计划（MEP）在 21 世纪头十年中的科学主题。美国宇航局和欧空局的探测任务，包括 2001火星奥德赛号、火星快车号、火星探测漫游者、火星勘测轨道飞行器和火星凤凰号着陆器都提供了有关火星上水的丰度和分布信息。火星奥德赛号、火星快车号、火星勘测轨道飞行器和火星科学实验室登陆器好奇号漫游车仍在运行，并且不断有所发现。
2020年9月，科学家证实在火星南极地区冰层下存在数座大型咸水湖。根据其中一位研究人员的说法，“我们确认了相同的水体（正如早期初步探测中所建议的那样），但我们还在主要水体周围发现了另外三处水体......这是一个复杂的系统”。2021年3月，研究人员报告说，古代火星上的大量水仍留在火星上，但多年来，大部分水可能已被隔绝在行星岩石和地壳中。

## 历史背景
火星上有水的概念比太空时代早了数百年，早期的望远镜观察者正确推断了白色极冠和云是水存在的迹象。这些观察结果，加上火星一天有24 小时的事实，导致天文学家威廉·赫歇尔在 1784 年宣布火星可能为其居民提供了“在许多方面与我们相似的环境”。
到 20 世纪初，大多数天文学家都认识到火星比地球更冷、更干燥。存在海洋的说法不再被接受，因此，观念转变为将火星描绘成一颗只拥有少量水的“垂死”星球，所看到的季节性变化幽暗区被认为是大片的植被。对传播这种火星观负有最大责任的是帕西瓦尔·洛厄尔(1855年-1916年)，他想象了一个建造运河网，将水从两极输送给赤道居民的火星种族，虽引起了巨大的公众效应，但洛厄尔的这种想法却并不被大多数天文学家接受。英国天文学家爱德华·沃尔特·蒙德（1851-1928 年）对当时科学界的主流观点做了最好的总结，他将火星气候与北极岛屿上两万英尺高山峰上的条件作了比较，在那里只有地衣才可能存活下来。
与此同时，许多天文学家正在改进有望能检测火星大气层成分的行星光谱仪。1925 年至 1943 年间，威尔逊山天文台的沃尔特·亚当斯和西奥多·邓纳姆尝试在火星大气层中找到氧气和水蒸气，但结果通常都是负面的。火星大气层中唯一所知的成分是二氧化碳 (CO2)，由杰拉德·柯伊伯在1947 年通过光谱确定。直到1963年，才在火星上明确检测到了水蒸气。

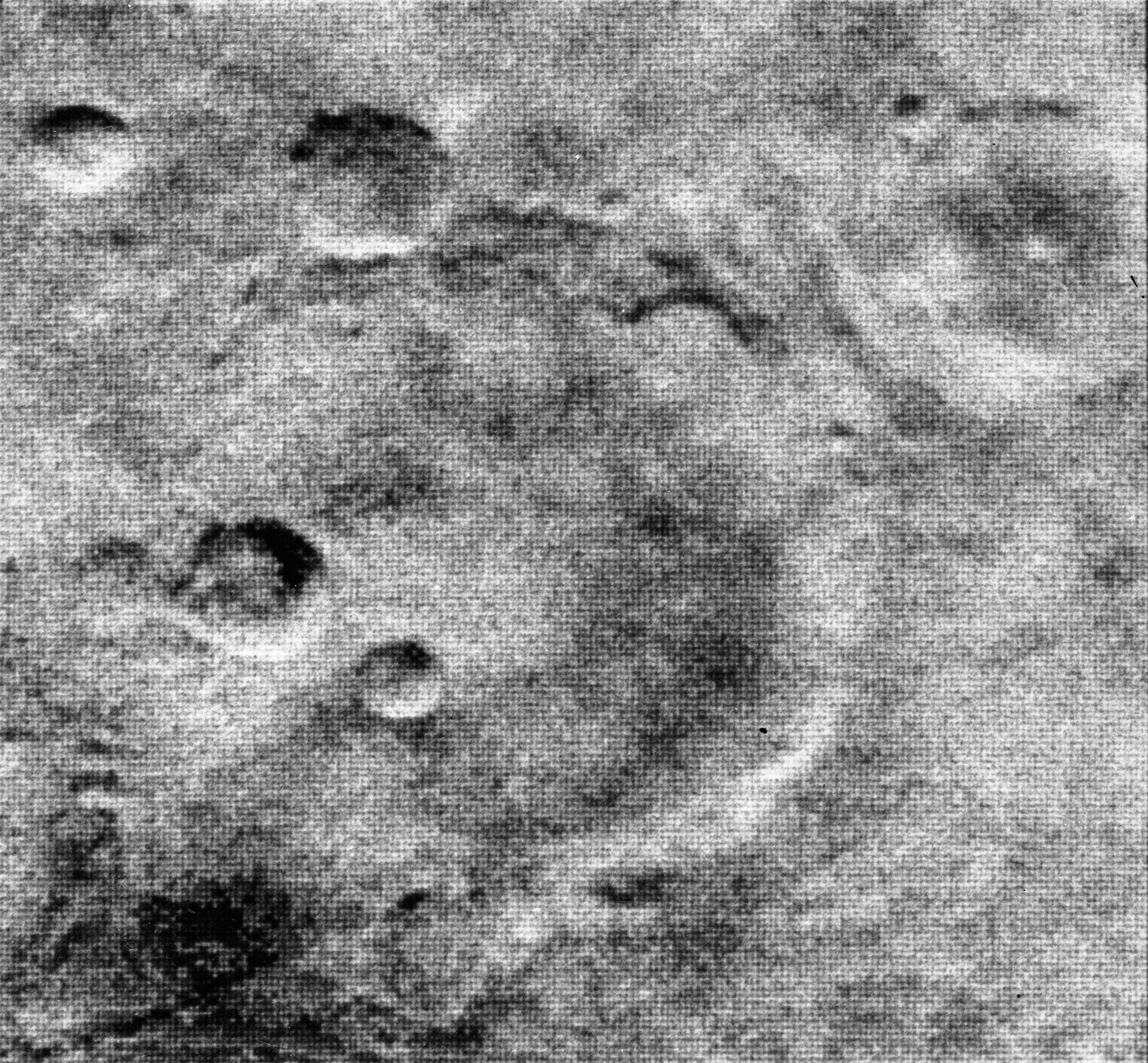
1965年，水手4号拍摄了这张显示一颗贫瘠荒芜星球的照片

自卡西尼（1666年）时代以来，极地冰盖的成分一直被认为是水冰，但在19世纪末，由于该行星总体温度较低，且明显缺乏可感知的水，一些倾向于二氧化碳冰的科学家对此提出了质疑。罗伯特·莱顿和布鲁斯·穆雷在1966年从理论上证实了这一假说。今天，我们知道火星两极的冬季冰盖主要由二氧化碳冰组成，但北极夏季仍保留有永久（或常年）的水冰盖，在南极，夏季还有一小部分二氧化碳冰存在，但这层冰盖下也有水冰。
火星气候的最后一块拼图由水手4号在1965年补齐，来自航天器雪花点般的电视图像显示，撞击陨石坑占据了整个表面，这意味着该地表非常古老，没有经历过地球上所见的侵蚀和构造活动。极少的侵蚀意味着液态水可能在几十亿年的时间里都没有在行星地貌中扮演重要角色。此外，当宇宙飞船绕过火星背面时，无线电信号的变化使科学家能够计算出大气层的密度，结果表明火星大气压不到地球海平面的1%，彻底排除了存在液态水的可能，在如此低的气压下，液态水会迅速沸腾或冻结。由此，诞生出了一种与月球世界极为相似，仅拥有一缕大气吹拂周围尘埃的火星印象，这一印象将持续近十年，直到水手9号揭示出一颗更具活力、过去环境比现在更温和的火星。
2014年1月24日，美国宇航局报告说，“好奇号”和“机遇号”火星车目前对火星的研究将是寻找古代生命的证据，包括基于自养、化能和/或化能无机自养微生物生物圈，以及包括可能宜居的河湖环境（与古代河流或湖泊有关的平原）的古代水。
多年来，人们一直认为观测到的洪水遗迹是由全球地下水释放所造成，但2015年发表的研究揭示，4.5亿年前形成的局部沉积物和冰才是洪水的源头。“在火星北部低地的原始海洋下，河流和冰川融化的淤积物沉积在巨大的峡谷中，正是这些峡谷沉积物中保存的水，后来释放为大洪泛，其影响在今天仍可看到”。

## 岩石和矿物证据
人们普遍认为，火星历史早期曾拥有丰富的水，但此后，所有大面积的液态水都消失了。现代火星上只有一小部分水以冰和富含水冰的物质如:粘土矿物（页硅酸盐）、硫酸盐等被保留了下来。氢同位素比值的研究表明，超过2.5个天文单位距离的小行星和彗星提供了火星的水源，目前地球上这种水源占现有海洋总量的6%至27%。 

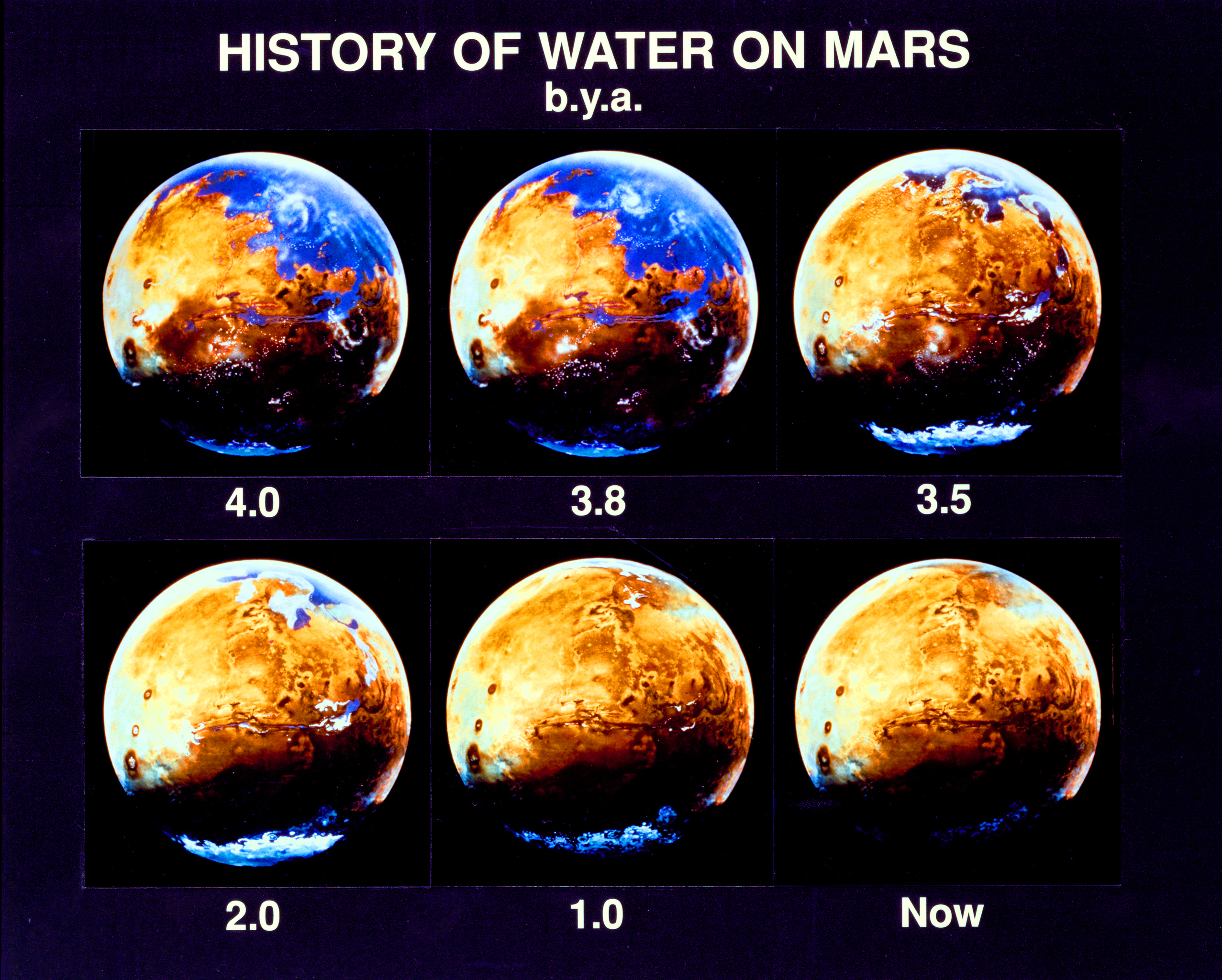
火星上水的历史，数字以十亿年为单位

### 风化物中的水（含水矿物）
火星表面的主要岩石类型为玄武岩，一种主要由橄榄石、辉石和斜长石等铁镁质硅酸盐矿物组成的细粒火成岩。当暴露于水和大气中时，这些矿物会通过化学作用风化成新的（次生）矿物，其中一些可能以H2O或羟基（OH）的形式将水结合到晶体结构中。水合（或羟基化）矿物的示例包括氢氧化铁针铁矿（地球土壤中的常见成分）、蒸发岩矿物石膏和硫镁矾、蛋白石硅石和页硅酸盐（也称为粘土矿物），如高岭石、蒙脱石等，所有这些矿物在火星都已被检测到。
化学风化的一个直接影响是消耗水和其他活性化学物质，将它们从大气层、水圈等流动储层中带走，并隔绝在岩石和矿物中。目前火星地壳中以水合矿物形式储存的水量尚不清楚，但有可能相当大。例如，机遇号探测车在子午线高原检测的岩石露头矿物模型表明，那里的硫酸盐沉积物按重量计可能含有高达22%的水。
在地球上，所有的化学风化反应或多或少都与水有关，因此，许多次生矿物实际上虽不含水，但仍需要水才能形成。一些无水次生矿物包括很多种碳酸盐、部分硫酸盐（如硬石膏）和金属氧化物，如氧化铁矿物赤铁矿。在火星，理论上这些风化产物中的一些可以在无水，或少量以冰或分子级水膜（单层）形式存在的水中形成，这种奇特的风化过程在火星上所起的作用程度仍不确定。
含有水或在水中形成的矿物通常被称为“水合矿物”，它们是矿物形成时所处环境类型的敏感指标。水反应发生的难易程度（参见吉布斯自由能）取决于压力、温度以及所涉及气体和可溶性物质的浓度。两个重要的特性指标是酸碱值（pH）和氧化还原电位（Eh），如硫酸盐矿物黄钾铁矾仅在低pH值（高酸性）水中形成；而页硅酸盐通常则生成于中性至高pH值（碱性）水中。氧化还原电位（Eh）是一种测量水系统氧化状态的量度，Eh和pH值共同表明热力学上最稳定的矿物类型，因而最有可能给出一系列含水成分的类型。所以，过去火星上的环境条件，包括那些有利于生命的环境条件，可从岩石的矿物类型上推断出来。

### 热液蚀变
含水矿物也可以通过热液经孔隙和裂缝的迁移在地下形成，驱动热液系统的热源可能来自附近的岩浆体或大型撞击产生的余热。地球海洋地壳中一种重要的热液蚀变类型为蛇纹岩化，当海水流经超基性岩和玄武岩时就会发生。水-岩反应导致橄榄石和辉石中的二价铁氧化为三价铁（如磁铁矿），并产生出副产品-分子氢 （H2） 。该过程创造出了一种高碱性和低氧化还原电位的环境，有利于形成某些页硅酸盐（蛇纹石矿物）和各类碳酸盐矿物，它们共同形成了一种称作蛇纹岩的岩石，所产生的氢气则可能成为化能合成生物的重要能源，也可与二氧化碳反应生成甲烷气体，这一过程被认为是所报道火星大气层中痕量甲烷的非生物来源。蛇纹石矿物也能在晶体结构中储存大量的水（如羟基）。最近的一项研究表明，火星古高地地壳中推断的蛇纹岩可容纳500米（1600英尺）厚的全球等效水层。尽管在火星上已发现了一些蛇纹岩矿物，但从遥感数据来看，尚没有明显的大面积露头，而这一事实并不排除隐藏在火星地壳深处大量蛇纹岩的存在。

### 风化速率
原生矿物转化为次生含水矿物的速率各不相同，来自岩浆中的原生硅酸盐矿物是在远高于行星表面温度和压力条件下结晶的，一旦暴露在地表环境中，这些矿物将会失去平衡，趋向于与所接触到的化学成分相互作用，形成更稳定的矿物相。一般来说，在最高温度下结晶（先在冷却岩浆中凝固）的硅酸盐矿物风化速度最快。在地球和火星上，符合这一标准的最常见矿物是橄榄石，它在有水的情况下很容易风化成粘土矿物。
橄榄石在火星上分布广泛，表明火星表面并没有被水彻底改变，而大量的地质证据又显示情况并非如此。

### 火星陨石

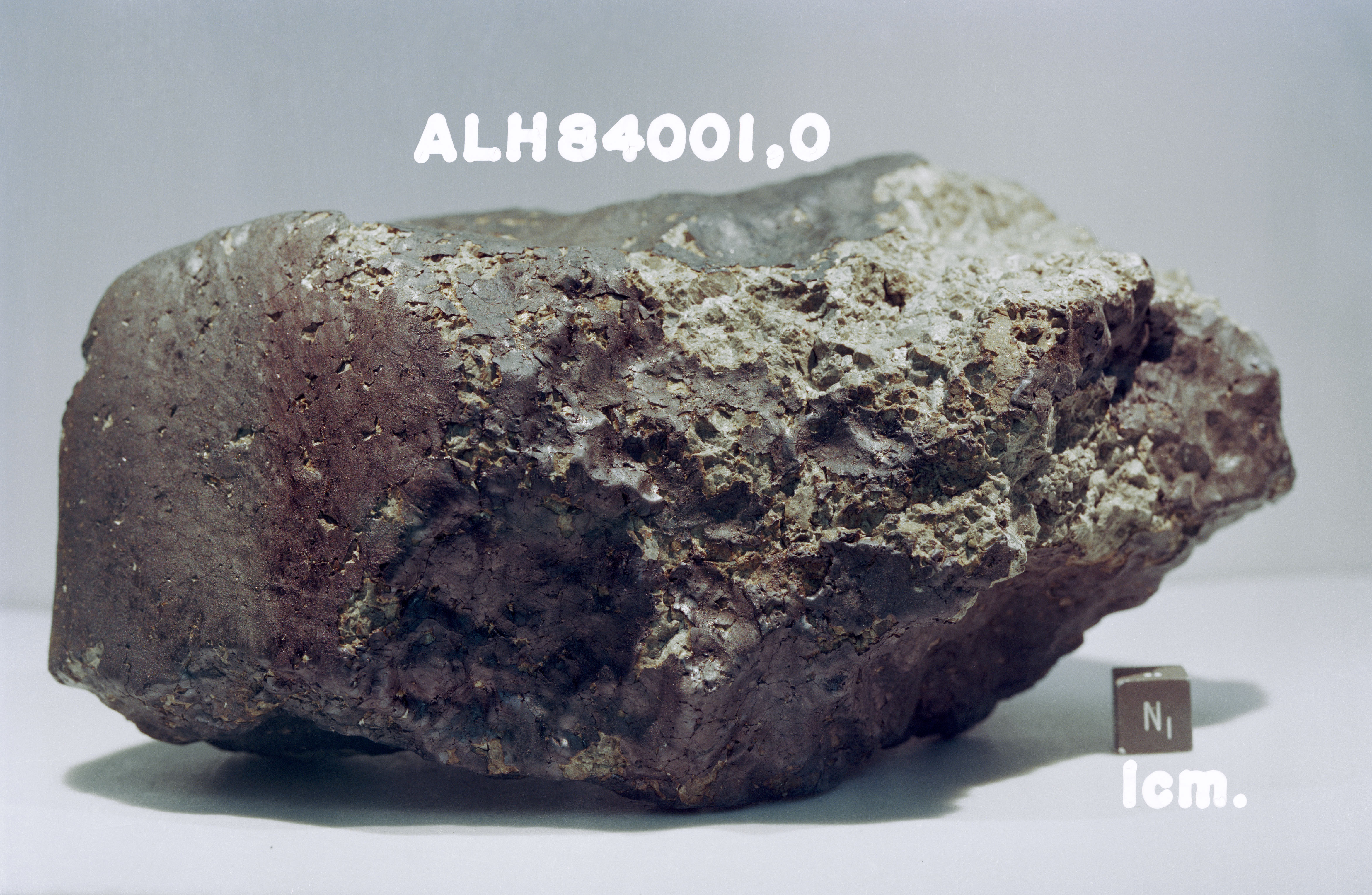
火星艾伦丘陵陨石84001

现已发现了60多颗来自火星的陨石，其中一些有证据表明在火星上时就曾接触过水。部分被称为玄武质辉玻无球陨石（休格地陨石）的火星陨石，似乎（由于存在水合碳酸盐和硫酸盐）在被弹射到太空前就已暴露在液态水中了；而另一类辉橄无球陨石（奈克拉陨石），已被证明形成于火星上到处都布满液态水的6.2亿年前，并约在1075万年前，因小行星撞击而从火星上溅射出来，在过去一万年中坠入到地球；火星陨石西北非7034比大多数其他火星陨石含水量多一个数量级，与火星车研究过的玄武岩相似，约形成于早亚马逊世。
1996年，一组科学家报告说，来自火星的艾伦丘陵陨石84001可能含有微化石，但许多研究主要基于这些假定化石的形状，因此，对其解释的有效性受到质疑，人们发现陨石中所含大部分有机物质其实均源自地球。此外，科学界的共识是“形态学本身不能明确用作探测原始生命的工具”，形态学的解释是出了名的主观，它的单独使用曾导致过无数错误的解释。

## 地貌证据

### 湖泊和河流
1971年的水手9号宇宙飞船引发了一场对火星之水的认知革命，在许多地区发现了巨大的河谷。图像显示，洪水冲溃了堤坝，蚀刻出深谷，在岩床上冲刷出道道沟壑，一路肆虐数千公里；南半球的分支溪流区域表明，那里曾经有过降雨。随着时间的推移，被认出的河谷数量在不断增加。2010年6月发表的一项研究绘制了火星上40000条河谷，大约是之前所确认的四倍。火星上水流侵蚀的特征可分为两大不同类别：1）诺亚纪年代的河谷系统，树枝状（分叉），类地规模，分布广泛；2) 赫斯珀里亚纪年代的溢出河道，硕大绵长、孤立单线型。最近的研究表明，在中纬度地区可能还存在一类目前费解的更小更年轻（从赫斯珀里亚纪到亚马逊纪）河道，可能与偶发的局部冰沉积物融化有关。

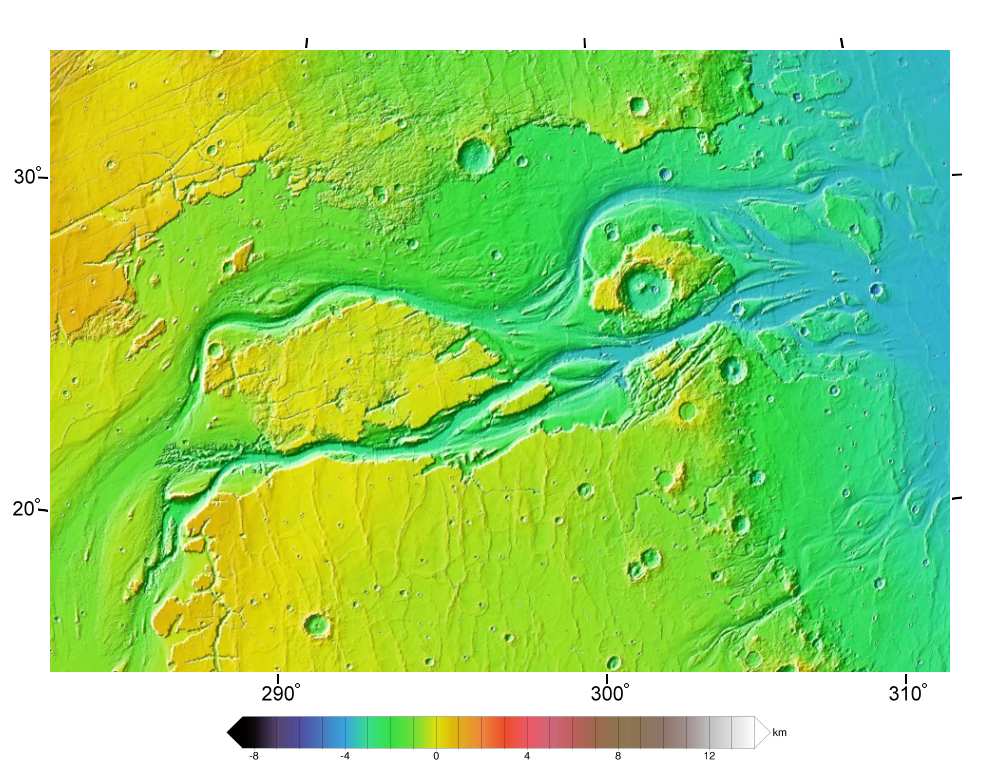
卡塞谷—火星轨道器激光高度计高程数据中显示的主要溢出河道，流程从左下方往右，图像宽度约为1600公里，河道系统从该图像向南延伸1200公里至厄科深谷

火星某些地区常呈现出倒转地形，当沉积在河床上的沉积物胶结在一起使抗侵蚀力增强后就会发生这种情况。之后，该区域可能被掩埋，外层覆盖层随侵蚀而剥离消失，但原来的河床因耐侵蚀而变得清晰可见。火星全球探勘者号发现了数处这种示例。在火星不同地区都发现了许多倒转河流，尤其在梅杜莎槽沟层、宫本撞击坑、佐伯陨击坑和朱芬塔高原。

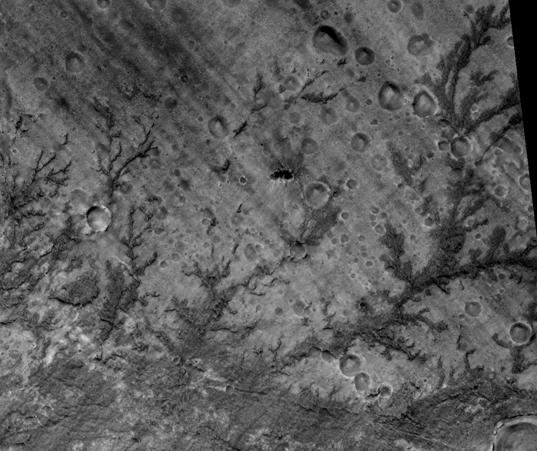
大瑟提斯区安东尼亚第撞击坑中的倒转河道

在火星上发现了各种各样的湖泊流域，部分湖泊与地球上最大的里海、黑海和贝加尔湖等大小相当。在南部高原上发现了由河谷水道供流的湖泊，一些封闭的洼地伴有流入的河谷，这些地区被认为曾经坐落过湖泊。位于塞壬高地的一座湖泊，它的溢流穿过马丁谷流入进曾被“勇气号”火星探测车勘查过的古瑟夫撞击坑；另一座则靠近巴拉那谷和卢瓦尔谷（Loire）。一些湖泊被认为是由降水形成，而另一些则产生于地下水。据估计，阿耳古瑞盆地、希腊盆地和水手谷都可能存在过湖泊，很可能在诺亚纪时期，很多撞击坑内都有湖泊。这些湖泊符合寒冷、干燥（按地球标准）的水文环境，有点像末次盛冰期美国西部大盆地的水文环境。
2010年的研究表明，火星赤道部分地区也有湖泊。虽然早期的研究表明，火星曾有一段温暖湿润的早期历史，但在很久前就已干涸了，而这些湖泊却存在于赫斯珀里亚纪年代，一个更晚的时期。利用美国宇航局火星勘测轨道飞行器的详细图像，研究人员推测，在这段时期中，火山活动、陨石撞击或火星轨道移动可能增强，从而使火星大气层变暖，足以融化地面上丰富的水冰。火山释放出的气体，也使大气层在一段时间内变厚，吸收了更多的太阳光，使气温让液态水得以存在。在这项研究中，发现了连接阿瑞斯谷附近湖盆的河道。当一座湖泊被注满时，湖水会漫过堤岸，切刻出一条流向更低地区的河道，在那里形成另一座湖泊，这些干涸的湖床将成为寻找以往生命证据（生命印迹）的目标。
2012年9月27日，美国宇航局科学家宣布，好奇号火星车在盖尔撞击坑发现了一条古河床的直接证据，表明火星上曾有一股古老的“奔腾水流”。特别是对现在干涸河床的分析表明，水流流速为3.3公里/时（0.92米/秒），可能深及髋部。流水的证据来自只能被强劲液流磨损的圆润鹅卵石和砾石碎块，它们的形状和方位表明，从撞击坑边缘上方流入冲积扇的皮斯谷河道，将它们长距离搬运至此。
埃里达尼亚湖是一座理论上的古湖，面积约110万平方公里，其最大深度为2400米，容积562000公里3。它比地球上最大的内陆海里海还要大，贮水量比所有其他火星湖泊加在一起还要多，埃里达尼亚湖的水量是北美五大湖的9倍多。该湖湖面被推测位于环湖河谷水道的高海拨处，因为它们都终止于同一海拔高度，表明流入进同一座湖泊。
通过火星专用小型侦察影像频谱仪的研究发现了厚度大于400米的沉积物，其中含有皂石、滑石皂石、富铁云母（例如海绿石-绿脱石）、铁/镁蛇纹石、镁/铁/钙碳酸盐和可能的硫化铁，硫化铁可能形成于被火山加热的深水中，这种被归类为热液的过程可能是地球上生命起源的地方。

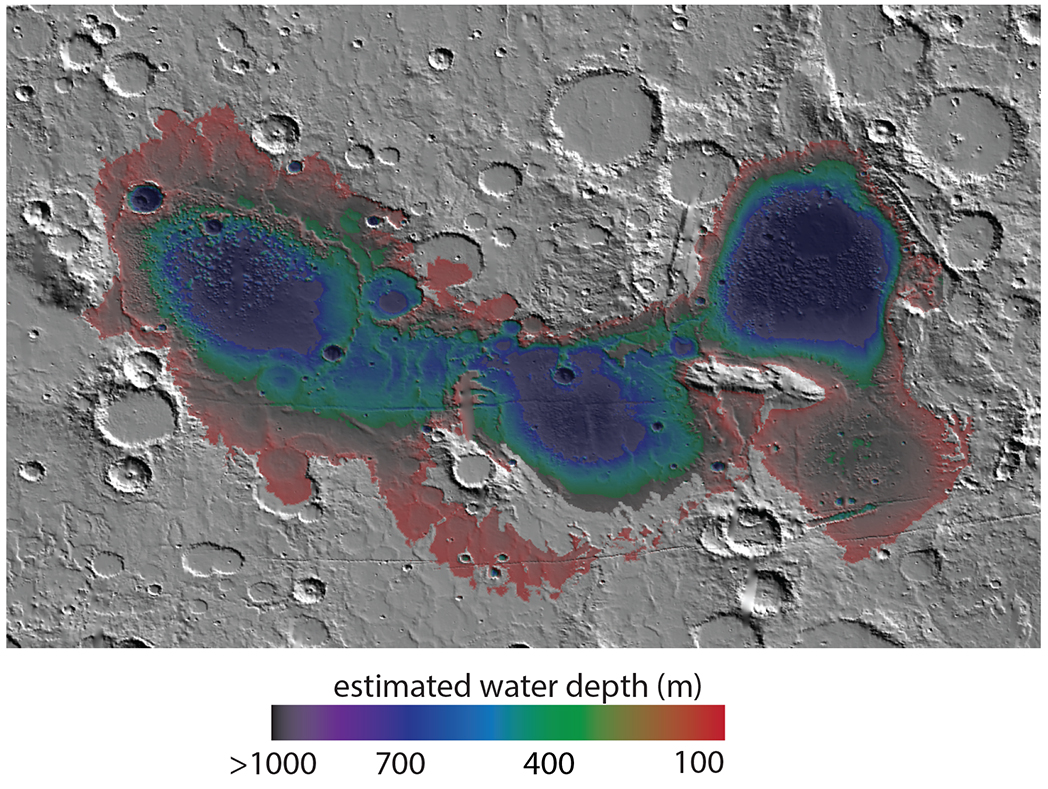
显示了埃里达尼亚湖不同地区估测水深的地图，地图宽约530英里。
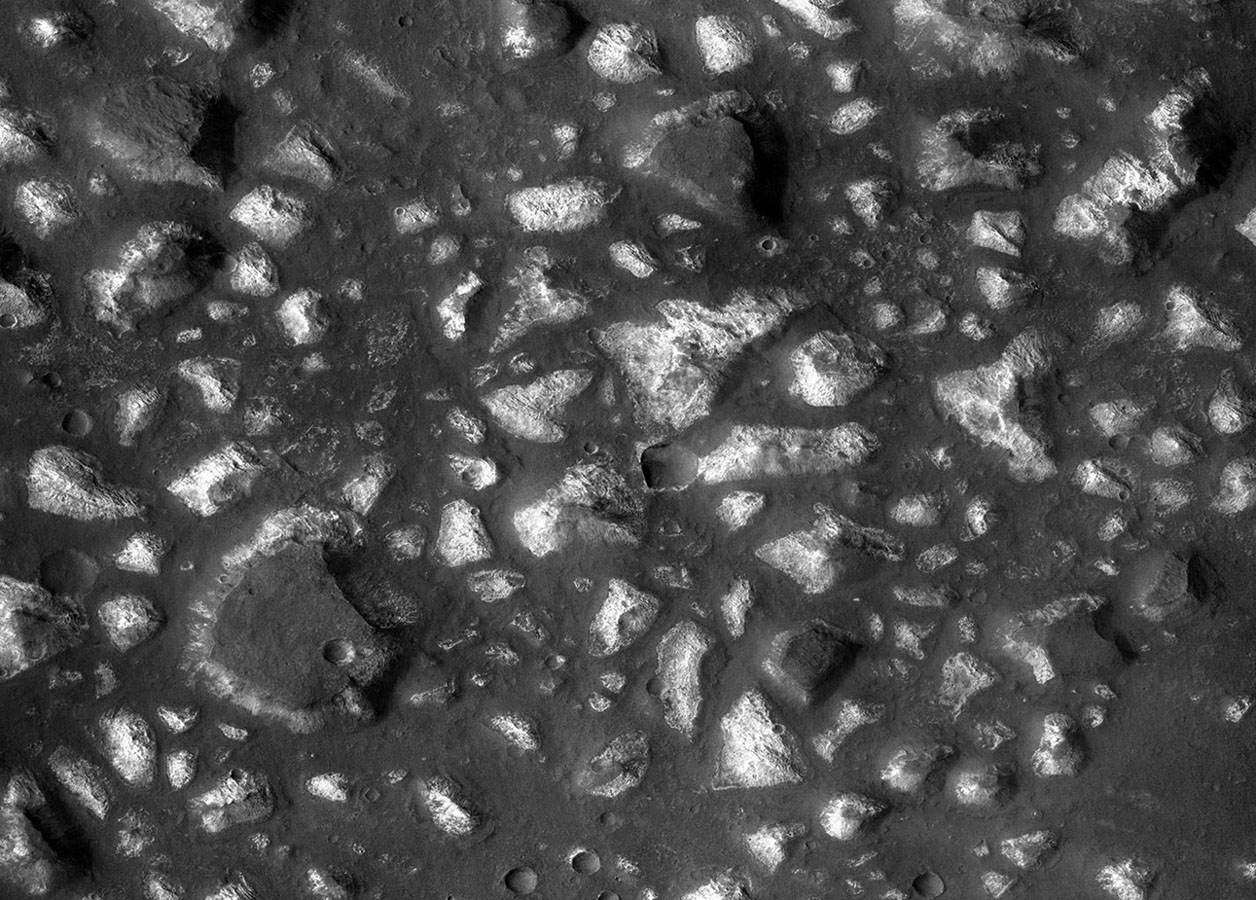
来自埃里达尼亚湖底深水盆地的沉积物。地表上存在的桌山因受到深水/冰盖的保护而免受强烈侵蚀。火星专用小型侦察影像频谱仪的测量表明，矿物可能来自湖底热液矿床，生命有可能起源于这片湖泊。
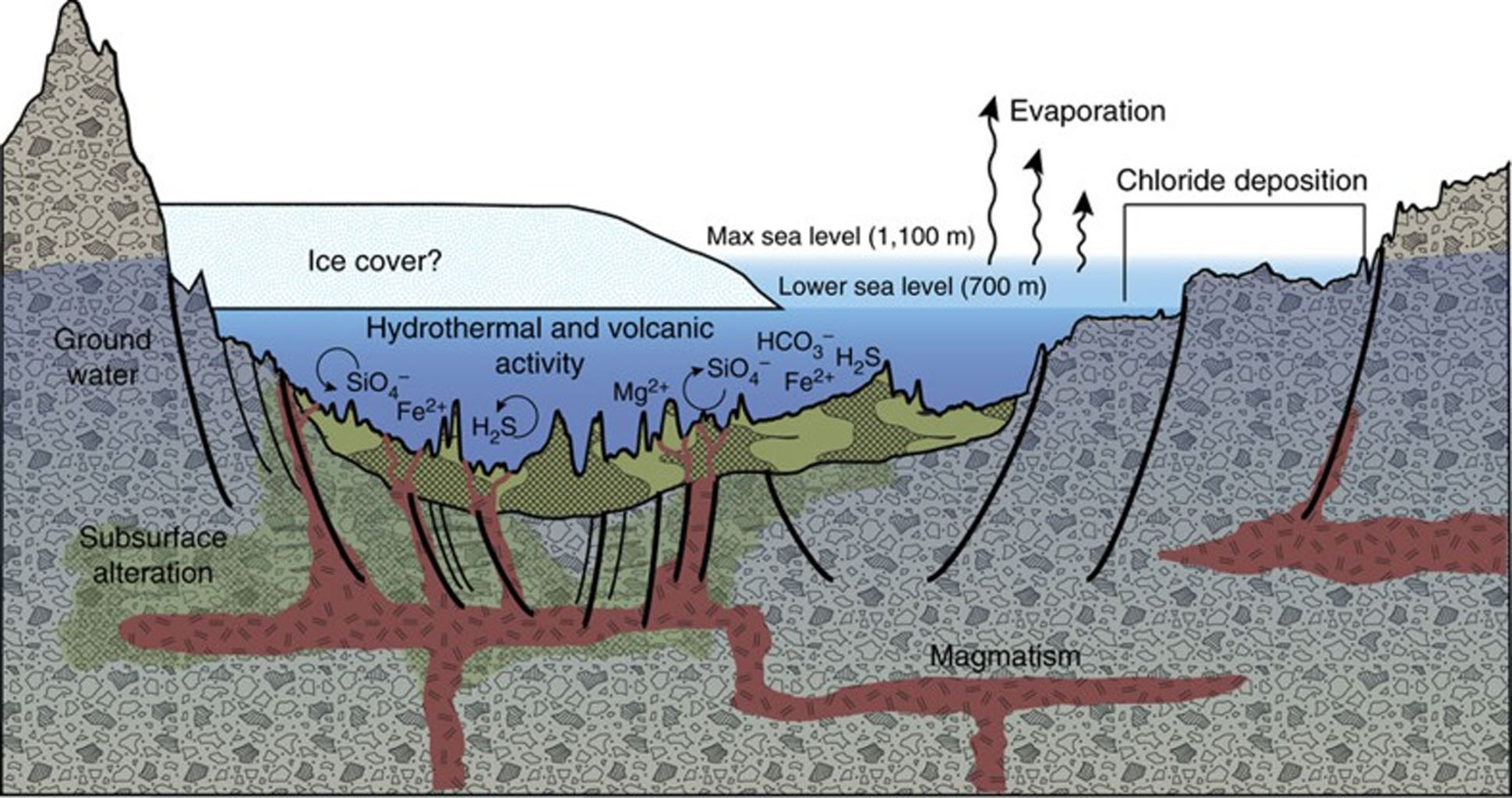
图中显示了火山活动如何导致埃里达尼亚湖底矿物的堆积，氯化物通过蒸发沿湖岸线沉积。

### 湖泊三角洲

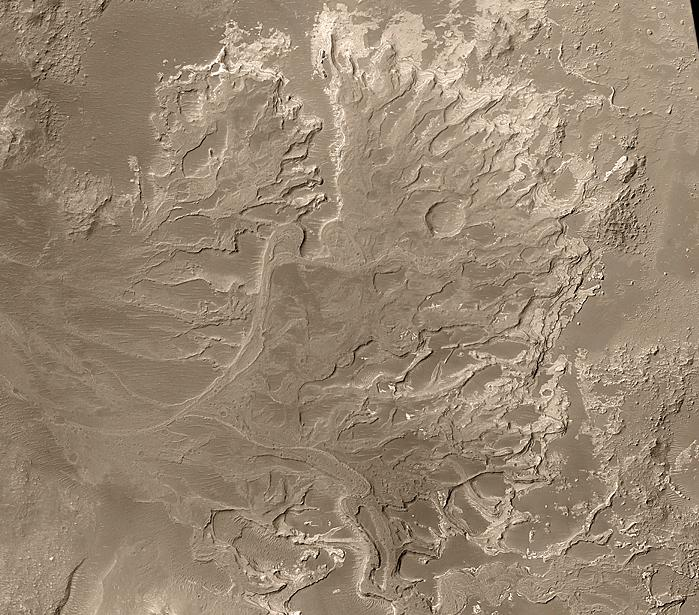
埃伯斯瓦尔德撞击坑中的三角洲。

研究人员发现了许多形成于火星湖泊中的三角洲，三角洲的发现是火星上曾拥有大量液态水的重要标志。三角洲通常需要在很长时间的深水中才能形成，此外，还需要水位稳定，以避免沉积物被冲走。三角洲在广泛的地理范围内被发现，尽管有一些迹象表明三角洲可能集中于假想的火星前北方洋边缘。

### 地下水

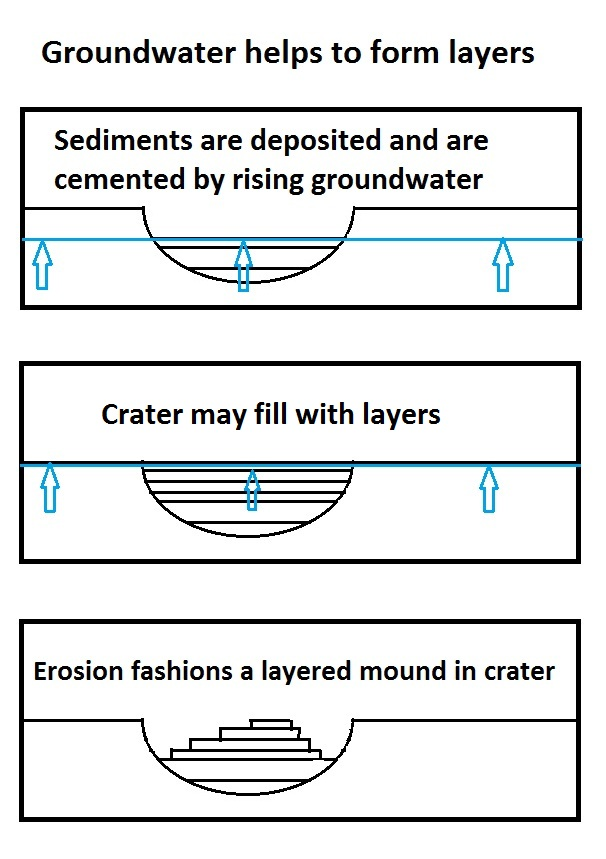
可能由地下水逐渐上升而形成的地层。

到1979年，人们认为火星上的溢出河道可能形成于偶发的地下水冰封层破裂，造成巨量液态水被排放到干涸表面的事件，在阿萨巴斯卡谷巨流涟漪中发现了显示严重甚至灾难性洪水的证据。许多发源于混沌地形或峡谷特征的溢出河道，为地下水冰封层破裂提供了佐证。
火星上分支河谷网的形成与地下水大规模突发性释放并不一致，这既表现在河谷系统并非来源于单一流出点的树杈形状上，也表现在沿各支流的流量上。相反，一些作者认为它们是由地下水缓慢渗出形成的，基本上属于泉流，这一解释的论点是，此类河网中许多河谷的源头都起始于箱形峡谷或“盆状地形”端，在地球上这通常与地下水渗漏有关，也几乎没有证据表明在河道源头存在水流突然从地下出现，并伴有明显流量，非逐渐积聚的更细水道或河谷。另一些人则以地球事例为由，对河谷盆状地形端和地下水形成之间的联系提出了质疑，并认为由于风化或撞击翻搅的清除作用，河谷系统缺乏细小的源头。但大部分作者承认，多数河谷系统至少部分受到地下水渗漏过程的影响和塑造。

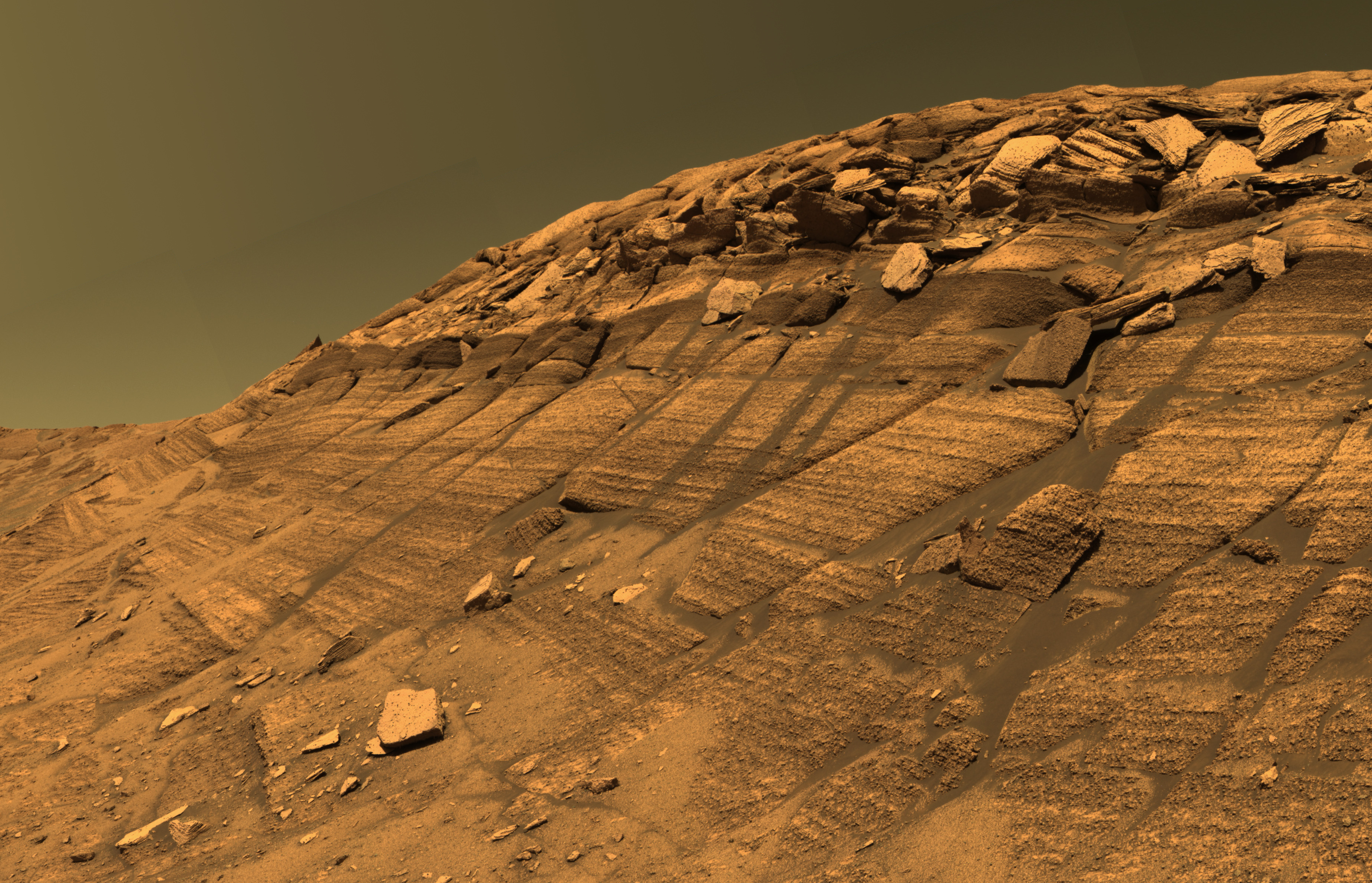
坚忍撞击坑中伯恩斯峭壁风成沙丘层的保存和胶结被认为是受浅地层流水的控制。

地下水在控制火星上大范围沉积模式和过程中也起到至关重要的作用，根据这一假设，含有溶解矿物的地下水渗入地表、陨坑及陨坑周边，通过添加矿物质，尤其是硫酸盐并胶结沉积物促进了地层的形成。换言之，某些地层可能是由地下水上升沉积的矿物质和胶结现有松散风成沉积物而形成，因此，硬化层更能抵抗侵蚀作用。2011年一项利用火星勘测轨道飞行器数据进行的研究表明，包括阿拉伯高地在内的大片区域都存在着相同种类的沉积物。有人认为，沉积岩丰富的地区也最有可能是经历过局部范围地下水上涌的地区 。
2019年2月，欧洲科学家公布了一项古老的全球范围地下水系统地质证据，可以说，该系统与推测的浩瀚海洋有关。2019年9月，研究人员报告说，洞察号着陆器发现了无法解释的磁异常和磁振荡，这与全球范围内地下深处的液态水水层相一致。

### 火星海洋假说

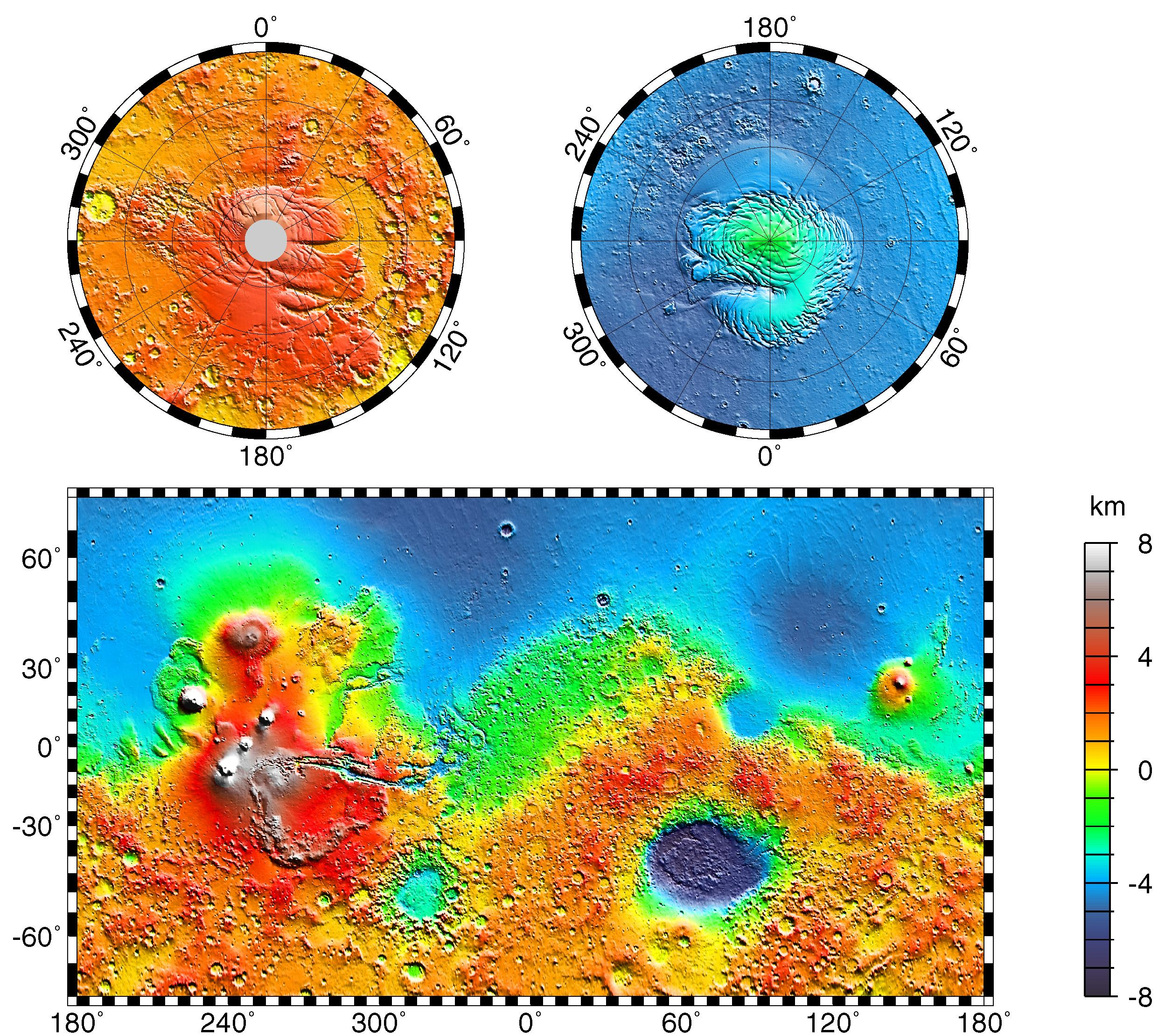
火星北半球地势低洼的蓝色区域被认为是原始液态水海洋所在地。

火星海洋假说提出，北方大平原盆地至少出现过一次液态水海洋，提供的证据表明，在火星地质史早期，火星上将近三分之一的表面被液态海洋覆盖，该片被称为北方洋的海洋可能灌满了北半球位于行星平均海拔4-5公里（2.5-3.1英里）以下的北方大平原盆地区。有人提出了两条主要的假定海岸线：其中较高的一条可追溯到约38亿年前，与高原上形成的河谷网同时出现的年代；另一条较低的海岸线，则可能与较年轻的溢出河道有关。较高的“阿拉伯海岸线”痕迹可在除塔尔西斯火山区以外的地区找到；较低的“都特罗尼勒斯海岸线”分布则跟随着北方大平原构造。
2010年6月的一项研究推断，更古老的海洋可能覆盖了36%的火星表面。1999年，测量了火星上所有地形高度的火星轨道器激光高度计数据确认，该类海洋的流域可能遍及约75%的火星表面。早期的火星需要更温暖的气候和更稠密的大气层，才能将液态水保留在地表。此外，大量的河谷水道有力地支持了火星过去可能存在着水循环。
科学家们对是否存在原始火星海洋仍有争议，“古海岸线”某些特征的解释也受到挑战。推测有20亿年历史的海岸线所面临的一个问题是，它的起伏并不平缓，即不遵循恒定重力势线，这也许是由火山喷发或流星撞击造成的火星质量分布变化所致。埃律西昂火山区或被埋在北方平原下的巨大乌托邦盆地被认为是最可能的肇因。
2015年3月，科学家们表示，有证据表明存在一座古老的火星海洋，可能位于行星的北半球，大约相当于地球北冰洋的大小，约占火星表面的19%。这一发现是将现代火星大气层中水和氘的比例与地球上这一比例相比较得出的。在火星上发现的氘是地球上氘含量的八倍，这表明古代火星的含水量明显更高。好奇号探测车先前曾在盖尔撞击坑中发现了更高比例的氘，虽还不足以表明存在海洋。其他科学家警示说，这项新的研究尚未得到证实，并指出火星气候模型尚未表明过去火星的气温足以支持液态水体。
2016年5月发表了有关北方洋的其他证据，描述了伊斯墨诺斯湖区的一些地表如何被两次海啸改变的过程。海啸是由小行星撞击海洋所引发，二次撞击的强度足以形成二座直径30公里的陨石坑。第一次海啸冲走了汽车或小屋般大小的巨石，巨浪的回冲通过改变巨石位置形成了水道。第二次挟带了大量被抛落在河谷中的冰块。计算表明，浪潮平均高度为50米，具体从10米到120米不等。数值模拟表明，在海洋的这一特定区域，每隔3000万年就会形成两座直径30公里的撞击坑。这意味着一座巨大的北方洋可能已存在了数百万年，反方意见所提出的海岸线特征，可能已在历次海啸中被冲走。这项研究所涉及的地区为克律塞平原和阿拉伯高地西北部，这些海啸影响了伊斯墨诺斯湖区和阿西达里亚海区的部分地表。
2019年7月，据报道，火星上一座古海洋曾在形成罗蒙诺索夫撞击坑的陨石撞击中产生过一场特大海啸。

### 近期流体证据

牛顿撞击坑斜坡上的暖季流。

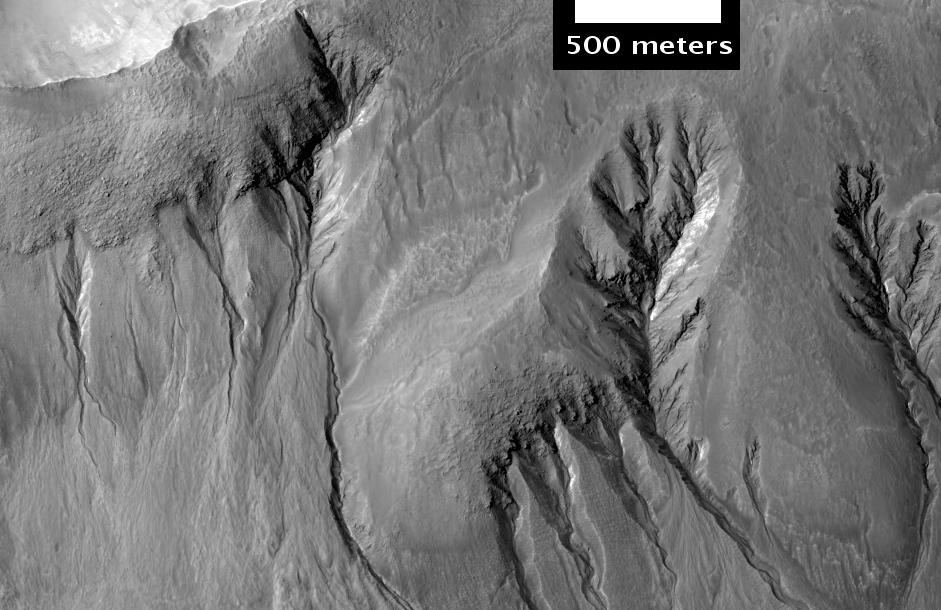
分支冲沟群

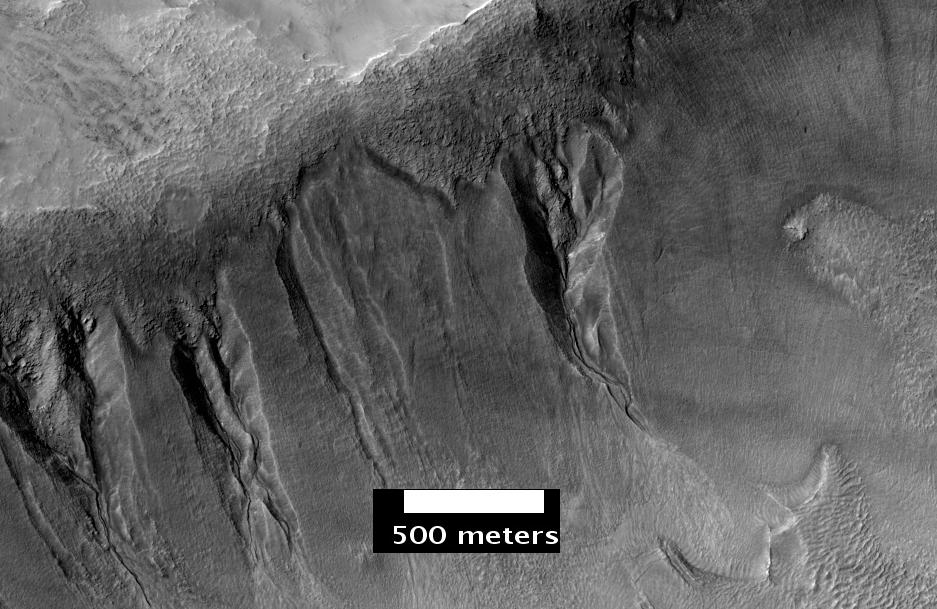
深沟群

在目前的低温低压环境下，纯液态水无法以稳定的形态存在于火星表面，除非仅短时间在海拔最低处，所以，2006年美国宇航局火星勘测轨道飞行器观测到的十年前并不存在的冲沟群，可能是火星最温暖月份由流动的液态卤水所造成，由此也揭开了一个地质谜团。在塞壬高地和半人马山拍摄到的两座陨石坑照片，似乎显示在1999年至2001年的某些时刻火星上存在（干或湿的）流体。
对于冲沟是否由液态水造成，科学界存在分歧，切割沟壑的流体也可能是干颗粒或可能被二氧化碳润滑的颗粒。一些研究证明，由于条件不适，南部高地上出现的冲沟不可能由水流形成。低气压、非地热及更寒冷的地区，在一年中的任何时候都不会出现液态水，但却适合于固体二氧化碳。在温暖的夏季，固体二氧化碳会融化成液态，然后在地表冲刷出沟壑。退一步讲，即便冲沟是由地表流动的水流所蚀刻，目前对水的确切来源及其背后的运动机制仍不清楚。
干涸的冲沟是凿刻在斜坡上的深槽，常年存在。火星上还有许多其他的特征，其中一些属于季节性变化。
2011年8月，美国宇航局宣布本科生“琳德拉·奥哈”（LujendraOjha）在南半球陨石坑边缘附近的岩石露头下方陡坡上发现了季节性变化流，这些黑色条纹，现在称为复发性斜坡线（RSL），在火星夏季最温暖时节，会向下生长延伸，然后在一年中的其余时间里逐渐消失，数年之中会定期重复出现。研究人员认为，这些痕迹与盐水（卤水）沿山坡向下流动、蒸发，并可能留下一些残留物相一致。此后，火星专用小型侦察影像频谱仪直接观察到了与这些复发性斜坡线同时出现的含水盐类，并于2015年确认这些线纹是由液体卤水流经浅层土壤时所产生。这些线条包含了含液态水分子的水合氯酸盐和高氯酸盐（ClO
4−）。在火星夏季，当气温高于摄氏−23度(华氏−9度；250 K）时，线条流开始向坡下流动，但水源仍然不明。2017年12月公布的火星奥德赛号轨道器过去十年所获得的中子光谱仪数据显示，没有证据表明在这些活动地点有水存在（氢化表岩屑），因此，作者也支持短期大气层水蒸汽潮解或干燥颗粒流假设。他们得出的结论是，今天火星上的液态水可能仅限于大气层和薄膜中溶解的水分痕迹，这对我们所知的生命来说是一种具有挑战的环境。

## 现在的水
火星奥德赛号中子光谱仪和伽马射线光谱仪在火星全球范围内观测到了大量的表面氢，这种氢被认为是与冰的分子结构结合在一起的，通过化学计量数计算，观测到的通量已被转化为火星表面1米以上地层中水冰的密度。这一数据处理表明，目前火星地表中冰的分布广泛而且丰富。60度以下的纬度区，冰集中在数个地区，特别是埃律西昂火山周围、示巴高地和塞壬高地西北部，地下冰的密度高达18%；在纬度60度以上地区，冰层分布非常丰富；纬度70度的极地，几乎所有地方的冰密度都超过25%，在极地接近100%。火星勘测轨道飞行器的浅地层雷达和火星快车号地下和电离层探测高新雷达也证实，个别地表特征富含水冰。由于已知在目前火星表面条件下冰的不稳定性，因此认为几乎所有的冰都被一层薄薄的岩石或尘埃物质所覆盖。
火星奥德赛中子光谱仪的观测表明，如果火星表面离顶部一米深处的所有冰都均匀分布，那么将会形成至少全球约14厘米（5.5英寸）深的水层。-换言之，火星全球平均14%的表面是水。当前锁定在火星两极的水冰相当于30米（98英尺）深的全球平均水层。地貌证据表明，过去地质时期，地表水的数量明显更大，全球平均水层深达500米（1600英尺）。人们认为，火星上过去的水一部分流入到了更深的地下，另一部分则散失在太空中，尽管对这些作用过程的详细质量平衡仍然知之甚少。目前大气蓄水层是一条非常重要的管道，它可让冰季节性和在更长时间跨度上从一地迁移至另一地，但其体积微不足道，折算全球平均水深不超过10微米（0.00039英寸）。

### 极地冰冠

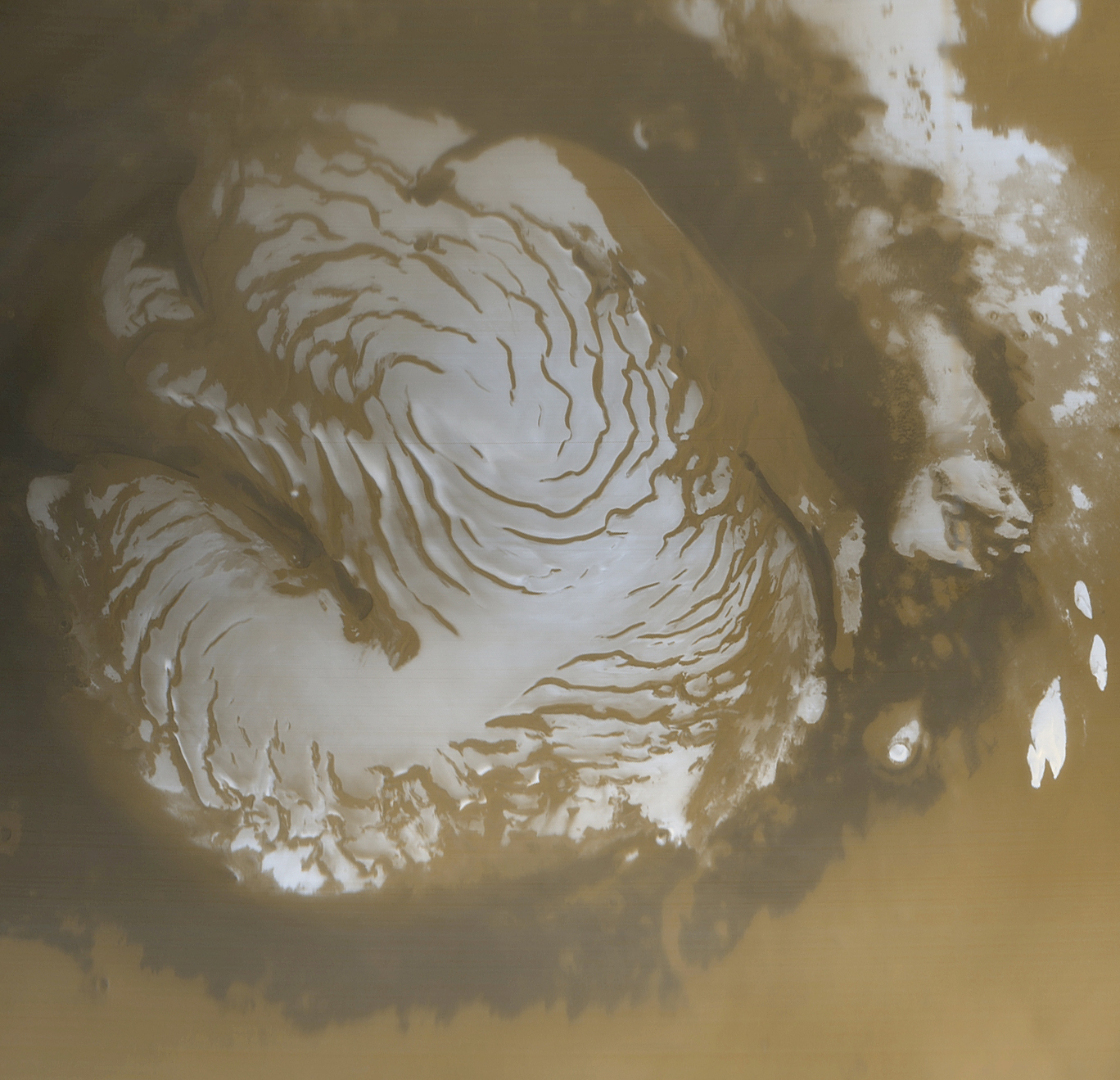
火星全球探勘者号在北半球夏季之初拍摄得火星北极冰盖照片。

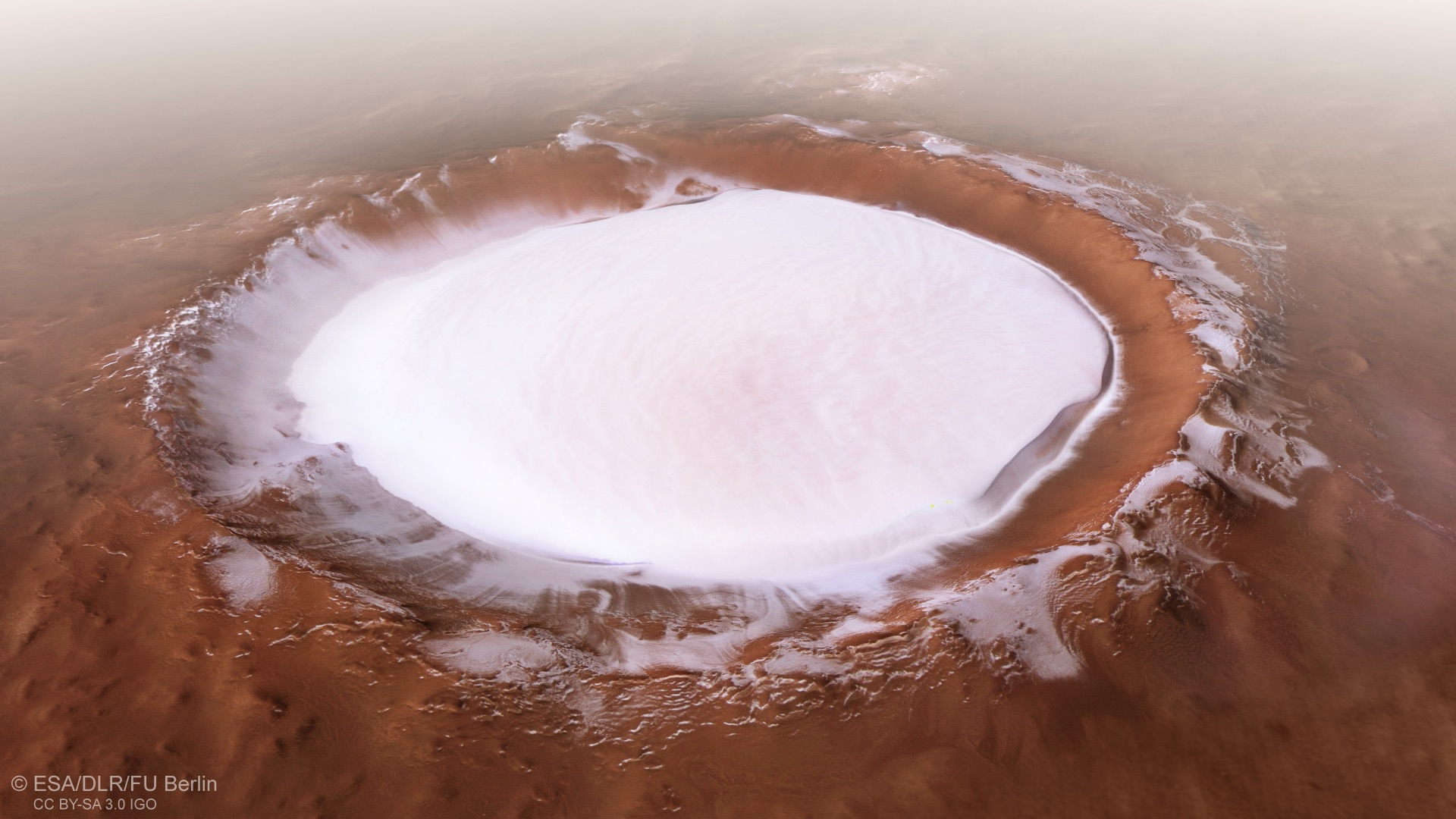
科罗廖夫撞击坑中估计含有2200公里^{3}（530英里^{3}）的水冰。

火星北极（北极高原）和南极（南极高原）极冠自水手9号轨道飞行器以来就为人所知，但是，这种冰的数量和纯度直到21世纪初才被了解清楚。2004年，欧洲火星快车号上的玛西斯雷达探测仪证实了南极冰盖下至地下3.7公里（2.3英里）处存在相对洁净的水冰。同样，火星勘测轨道飞行器上搭载的沙拉德浅地层雷达测深仪也观测到了地表下1.5–2公里处的北极冰盖底部，总之，火星南北极冰盖中的冰容量与格陵兰冰原相类似。

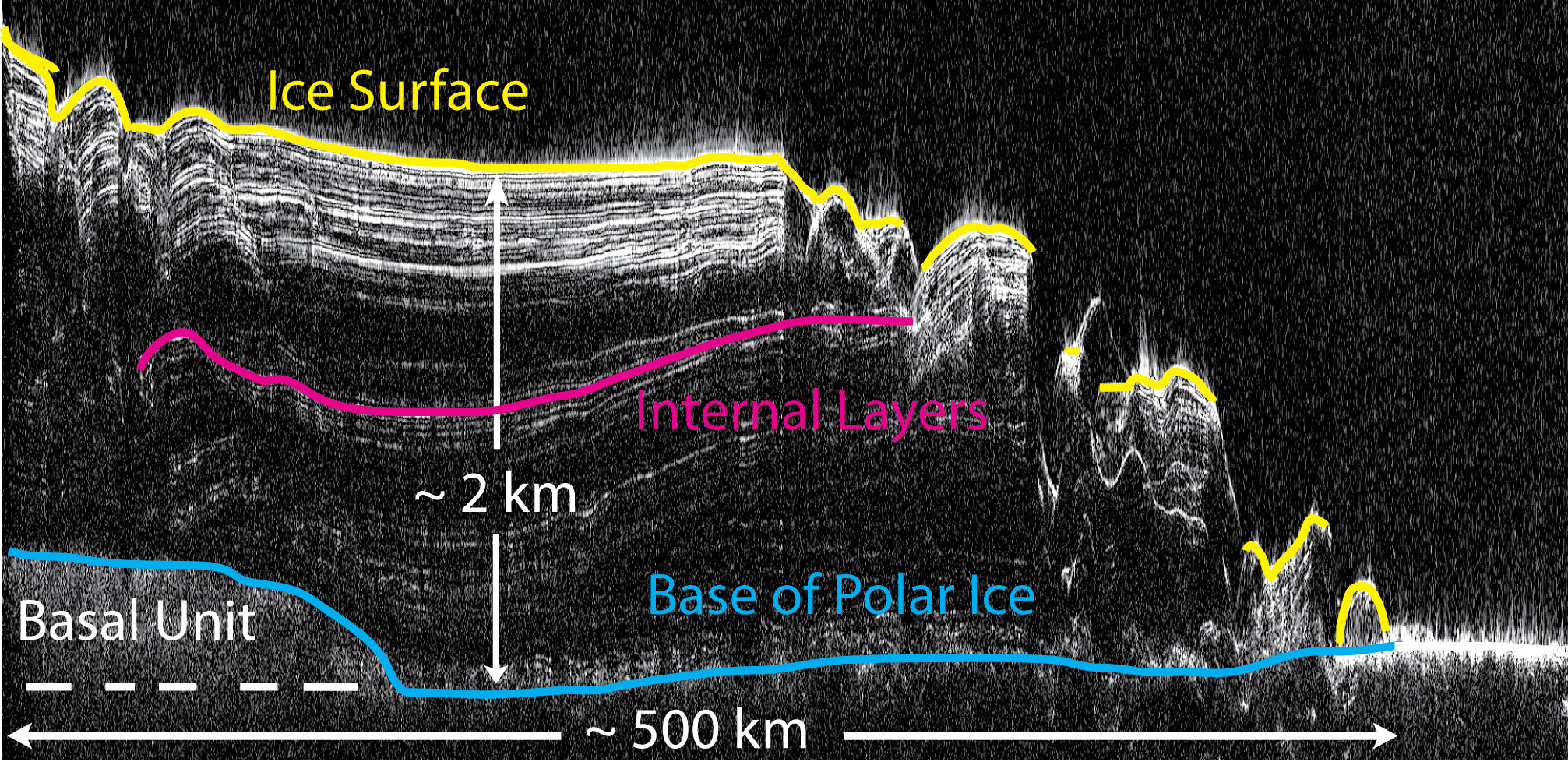
由卫星雷达探测出的火星北极冰盖横截面图，黄线为冰盖表层；红线为内部层；蓝线为冰盖底部。

南极区冰盖上一片更大的冰原被怀疑在远古时期（赫斯珀里亚纪）就已消退，其中可能含有2000万公里3的水冰，相当于整个行星上一层137米深的水层。 
当通过剖析其体积的螺旋槽图像进行检查时发现，两处极地冰盖都有丰富的内部冰层和尘埃层，地下雷达的测量显示这些分层在冰原上不断延伸。就像地球上记录了地球气候的冰盖一样，这种分层也包含了火星过去的气候记录。然而，阅读这些记录并不简单，因此，许多研究人员研究这种分层现象，不仅是为了了解冰盖的结构、历史和流动特性，也是为了了解火星气候的演变。
围绕极冠还有很多位于陨石坑内的更小冰盖，其中一些覆盖在厚厚的沙粒或火星尘埃沉积物之下。特别是直径81.4公里（50.6英里）的科罗廖夫撞击坑，据估计，含有约2200公里3（530英里3）暴露在地表上的水冰。科罗廖夫撞击坑的坑底位于坑口下方约2公里（1.2英里）处，上面覆盖着1.8公里（1.1英里）深的永久性中央水冰丘，直径可达60公里（37英里）。

#### 冰川下的液态水

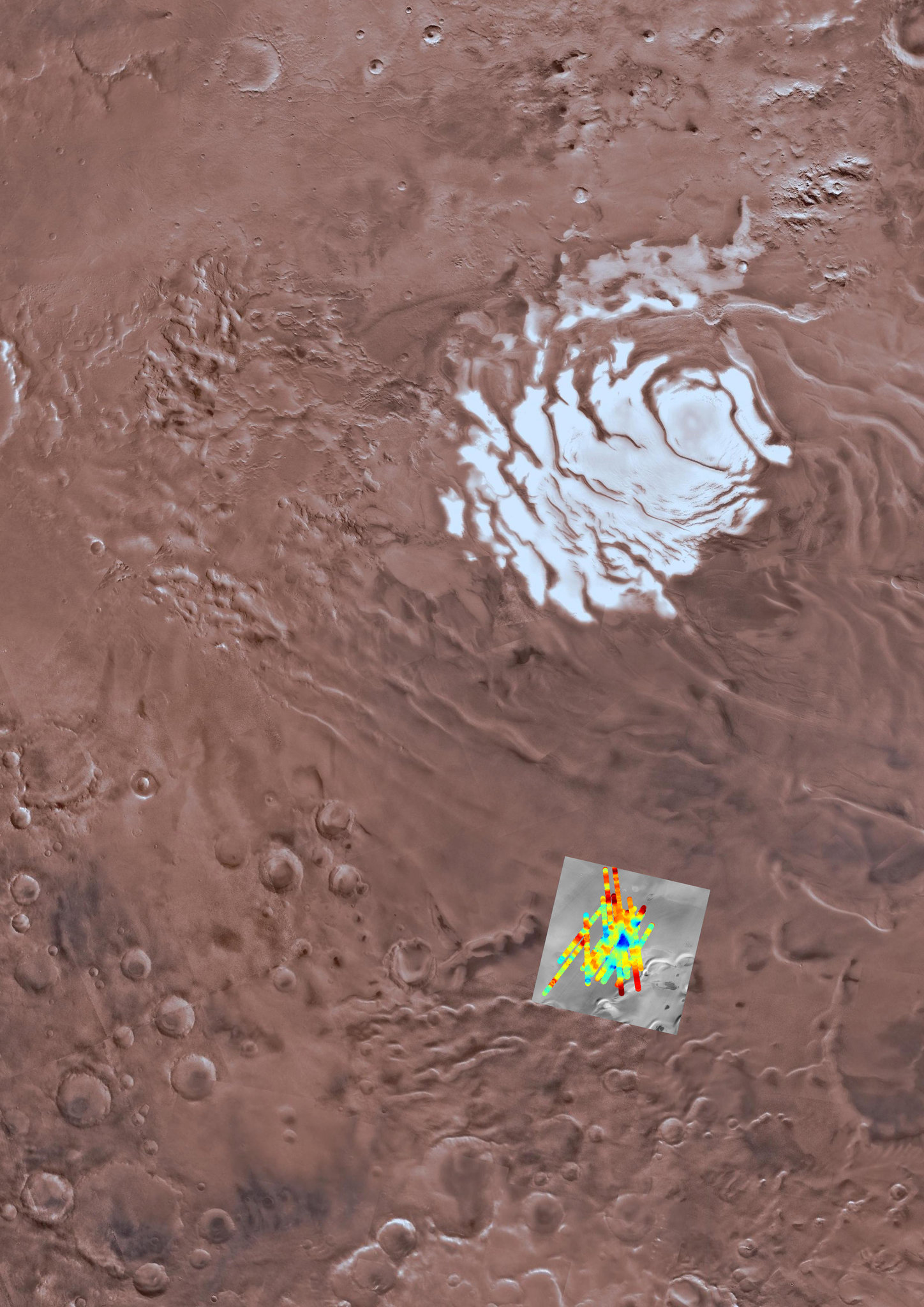
南极冰川下的水体位置（2018年7月报告）。

曾推测火星上存在冰下湖，当在对南极洲沃斯托克湖进行建模时显示，该湖泊可能在南极冰期之前就已存在，类似的情况也可能发生在火星上。2018年7月，意大利航天局的科学家报告，在火星上发现了一座这样的冰下湖，位于南极冰盖下1.5公里（1英里）处，水平范围为20公里（10英里），这是该行星上出现的首个稳定液态水体的证据。该火星湖的证据是2012年5月至2015年12月期间，从火星快车号上玛西斯雷达回波信号中的亮点推断出来的。检测到的湖泊中心点位于东经193度、南纬81度处，这是一片平坦区，没有任何特殊的地形特征，除东侧洼地外，其它三面被更高的地面环绕。美国宇航局火星勘测轨道飞行器上的沙拉德雷达没有看到湖泊迹象。沙拉德雷达的工作频率设计用于更高的分辨率，但穿透深度较低，因此，如果覆盖在冰下湖上的冰层含有大量硅酸盐矿物，该雷达就不太可能探测到推断的湖泊。
2020年9月28日，采用新数据和新技术重新分析了所有数据，确认了玛西斯雷达的发现。这些新的雷达研究报告了火星上另外的三座冰下湖，它们都位于南极冰盖下方1.5公里（0.93英里）处。发现的第一座湖，也是最大的一座其大小已经被修正为30公里（19英里）宽，它被三座较小的湖泊包围，每座湖泊都有数公里宽。

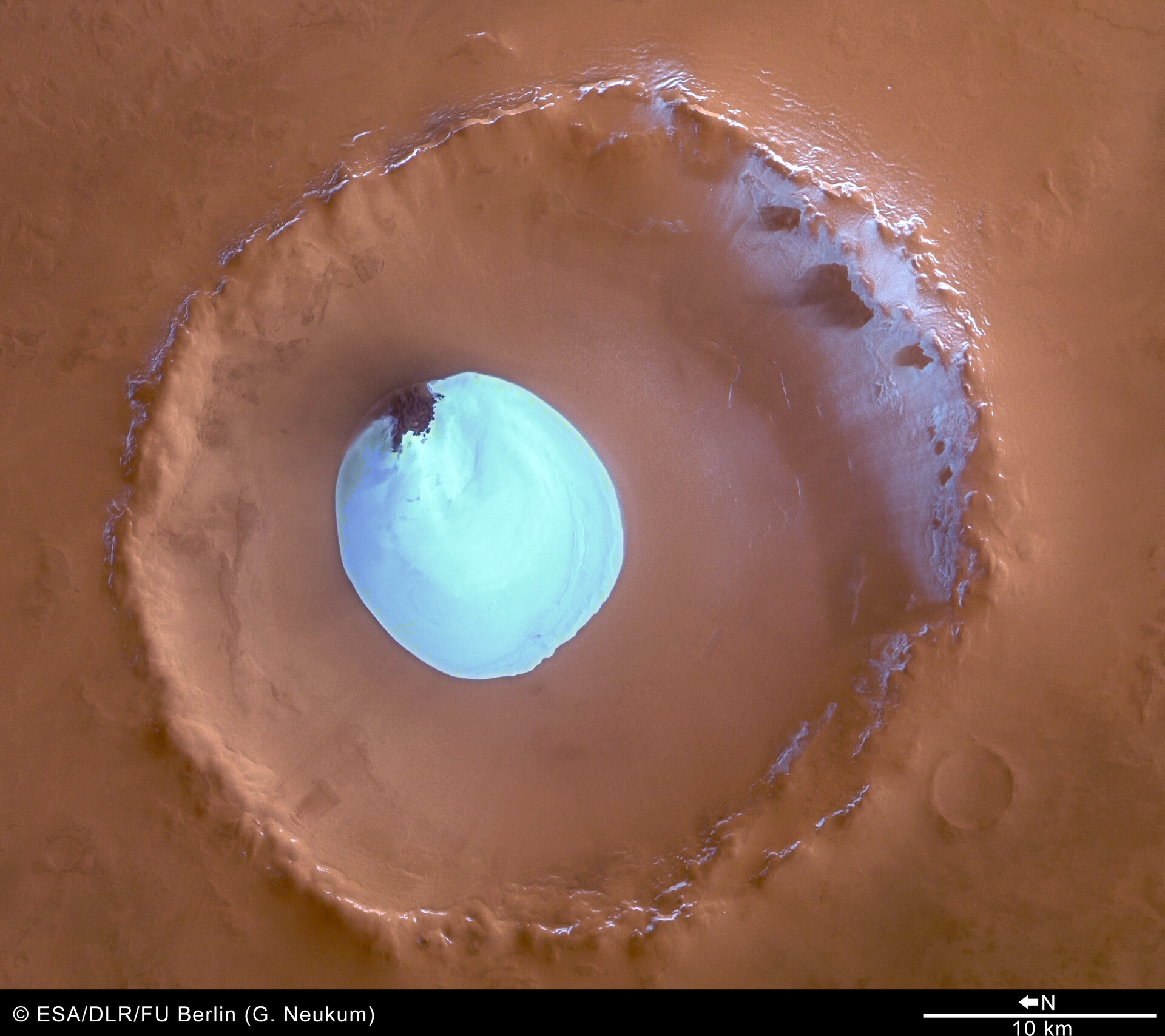
火星北极（70.5°N和103°E）附近弗鲁安撞击坑底部的水冰块。

因为极冠底部的温度估计为205 K(摄氏−68度；华氏−91度），科学家们假设，通过镁和高氯酸盐的防冻作用，水可以保持在液体状态。湖面上覆盖着一层1.5公里（0.93英里）厚，由10%至20%尘埃与水冰混合组成的冰层，季节性地被一层1米（3英尺3英寸）厚的二氧化碳霜覆盖。由于南极冰盖的原始数据覆盖范围有限，发现者表示“没有理由断定火星上的地下水仅限于单一的一处地方”。
2019年，发表了一项探讨存在这样一座湖泊所需物理条件的研究。该研究计算了达到液态水和高氯酸盐混合物在冰下稳定的温度所需地热量。作者得出的结论是“即使南极冰层底部局部聚集了大量的高氯酸盐，但典型的火星条件太冷，无法融化冰……需要地壳内的局部热源来提高温度，而距离冰10公里的岩浆室可以提供这样的热源。这一结果表明，如果观测的液态水解释是正确的，那么火星上的岩浆活动可能是最近才活跃起来的”。
如果确实存在一座液态湖，它的咸水也可能与土壤混合形成污泥，湖中的高含盐量会对大多数生命形式带来困难。在地球上，有一种被称为嗜盐生物的细菌，能在极端盐分的环境中旺盛生长，但它们也并非生活在黑暗、寒冷、浓缩的高氯酸盐溶液中。

### 地下冰
多年来，许多科学家都认为火星表面看起来像地球上的冰缘地区，通过与这些陆地特征对比，多年来一直争论它们可能是永久冻土区，表明水冰就存在于地表之下。高纬度地区的一个共同特征是具有以多种形状出现的图案地面，包括条纹和多边形。在地球上，这些形状是由土壤的冻结和融化所造成。还有其他类型的证据表明火星表面下存在大量的冷冻水，比如地形软化，这会使锐峭的地形特征变得更圆钝。来自火星奥德赛号伽马射线光谱仪的证据和凤凰号着陆器的直接测量证实，这些特征中许多与地面冰的存在密切相关。

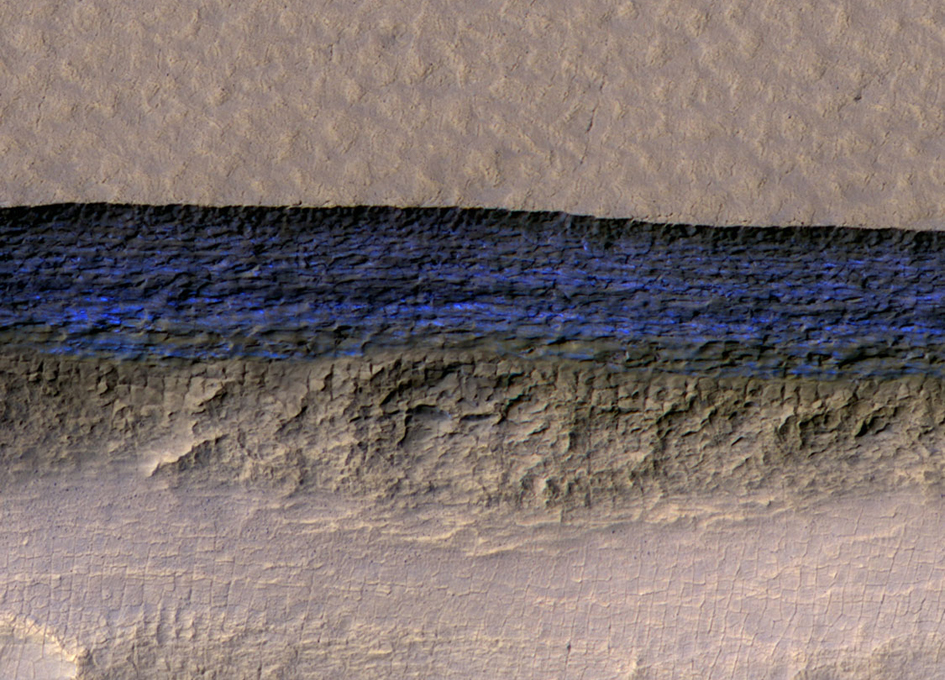
暴露在峭壁上的一段地下水冰剖面，在火星勘测轨道飞行器增强色彩视图中显示为亮蓝色。现场宽约500米，悬崖从水平地面下落约128米，冰层从地表向下延伸至100米或更深处.

2017年，研究人员使用火星勘测轨道飞行器上的高分辨率成像科学设备相机发现了至少八处被侵蚀的斜坡，显示出100米厚的裸露水冰层，上面覆盖着一层约1或2米厚的土壤。这些地点位于南北纬55到58度之间，表明火星表面大约三分之一的地方都分布有浅层地面冰。这幅图像证实了2001火星奥德赛号上的光谱仪、火星勘测轨道飞行器和火星快车号上的探地雷达以及凤凰号着陆器在“原位”挖掘中探测到的情况。这些冰层包含了易于获取的火星气候史线索，并使未来的机器人或人类探索者可得到冰冻水。部分研究人员认为，这些沉积物可能是数百万年前行星自转轴和轨道不同时遗留的冰川残迹（见下文火星冰河时代一节）。2019年发表的一项更详细的研究发现，北纬35度和南纬45度存在着水冰，一些冰块被尘埃覆盖着，距地表仅数厘米，在这些环境中提取水冰不需要复杂的设备。

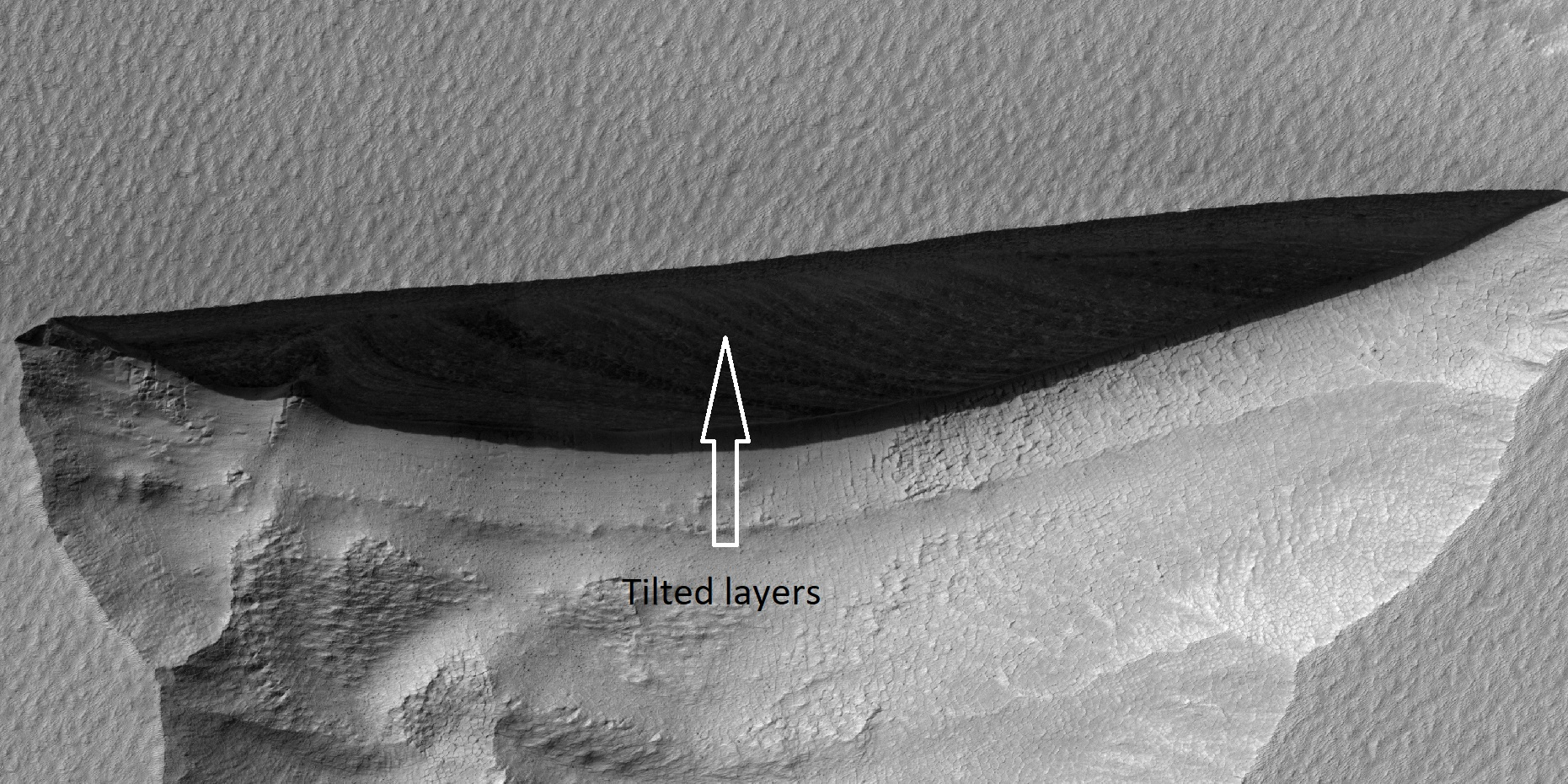
高分辨率成像科学设备显示的三角形洼地坡壁近景，这些地层中含有冰，较低层倾斜，而近表地层或多或少呈水平平行，这种地层排列被称为“角度不整合”[244]。
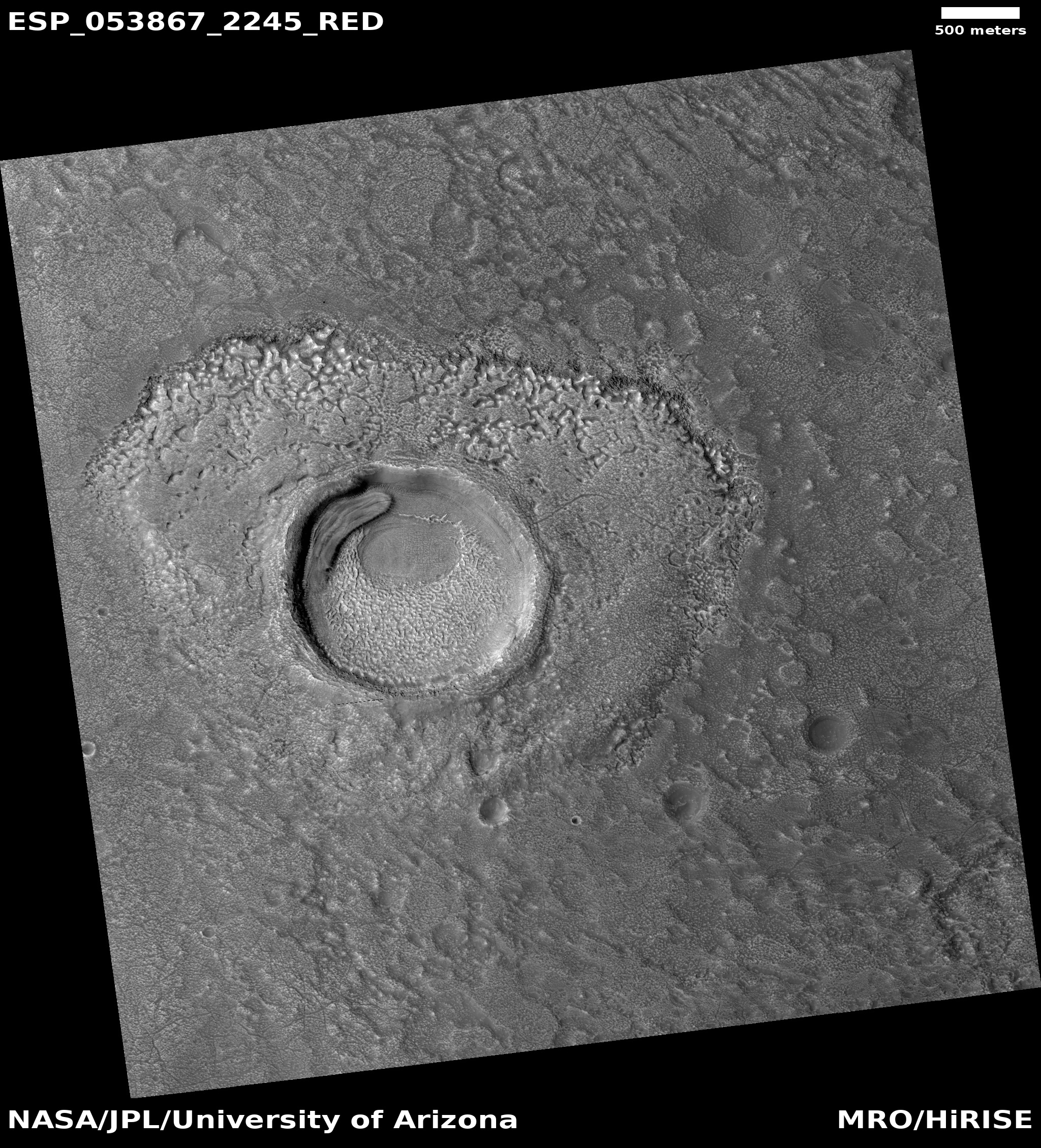
HiWish计划下高分辨率成像科学设备在伊斯墨诺斯湖区看到的形成于富冰地面的撞击陨坑。
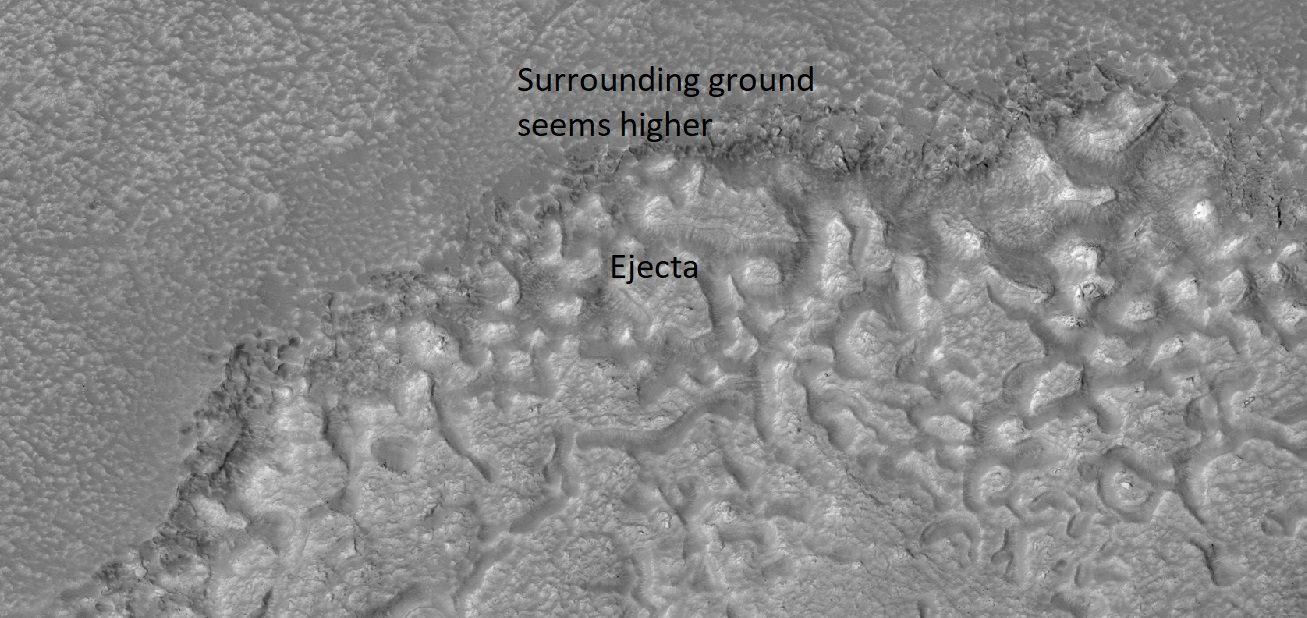
HiWish计划下高分辨率成像科学设备显示的可能形成于富冰地面的撞击陨坑近景，注意，喷出物似乎低于周围地表，炽热的喷射物可能导致周边一些冰的消失，从而降低了喷出物的水平高度。
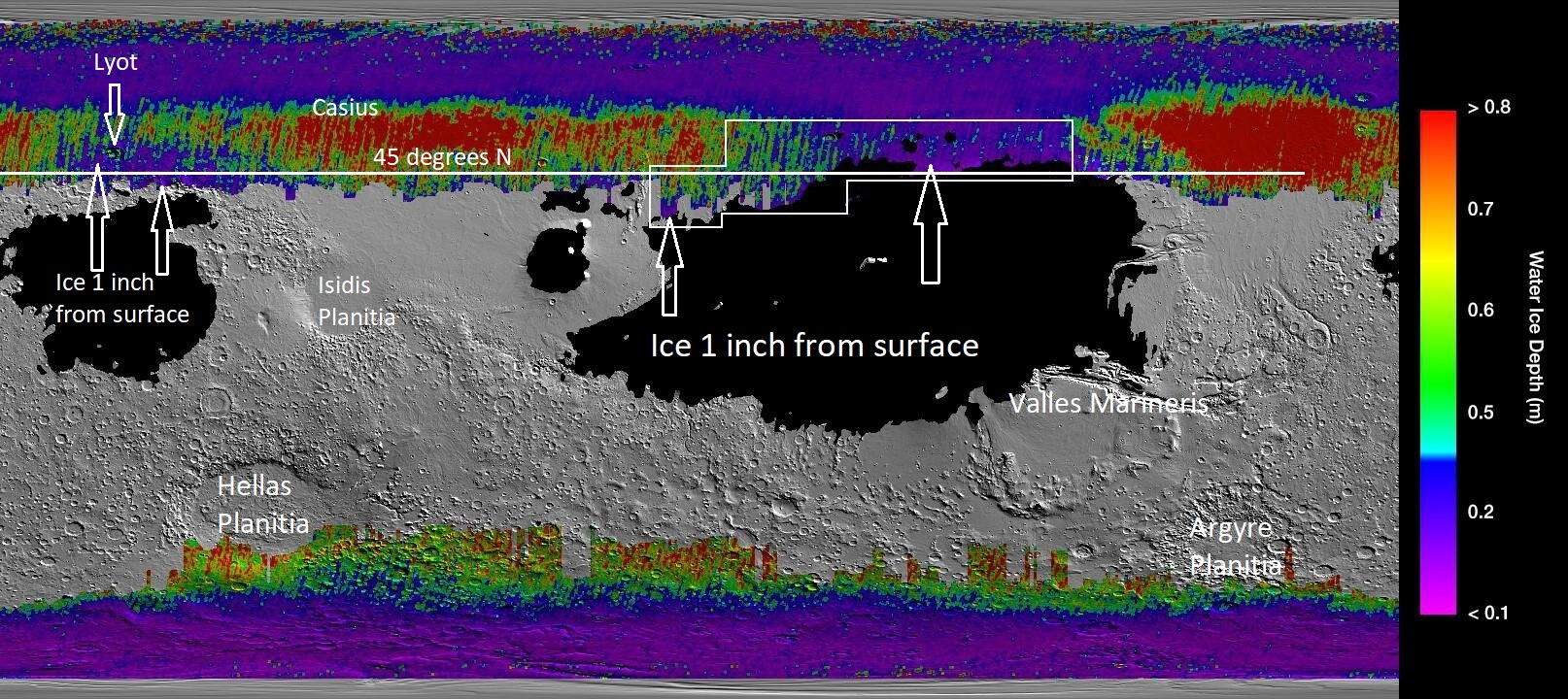
近地表冰分布图

#### 扇形地形
火星的某些区域显示出扇贝边状的洼地，这些洼地被怀疑是退化的富冰沉积覆盖物残迹。扇贝形状是由冻土中的冰升华所致，在目前火星气候条件下，水冰升华造成的地下损失可形成了扇贝状地貌。模型预测，当地表有大量深达数十米的纯冰时，就会出现类似形状。地表覆盖物可能是火星极地倾斜变化导致气候改变时，从大气层中降落堆积的尘埃冰（见下文“冰河时代”）。扇贝状地形通常有几十米深，直径从数百米到数千米不等，外观接近圆形或细长，有些似乎已合并到一起，形成了一片宽阔而坑洼崎岖的地形。这种地形的形成过程可能起始于裂缝中的冻升华，形成扇贝地形的地方通常伴有多边形裂缝，扇形地形的存在似乎是一种冻土迹象。
2016年11月22日，美国宇航局报告称，在火星乌托邦平原区发现了大量地下冰。据估计，探测到的贮量相当于一座苏必利尔湖。
该地区的水冰容量是根据火星勘测轨道飞行器上的探地雷达（简称“沙拉德”）测得的
“电容率”或介电常数数据所确定，介电常数值与大密度的水冰相一致。
这些扇贝状特征从表面上看类似于在南极冰盖附近发现的瑞士干酪特征。瑞士干酪特征特征被认为是固体二氧化碳表层形成的空洞，而不是水冰，尽管这些空洞底部可能也富含了水。

#### 冰块
2005年7月28日，欧洲空间局宣布发现了一座部分充满冷冻水的陨石坑，随后一些人将这一发现解释为“冰湖”。由欧洲空间局火星快车号上高分辨率立体相机拍摄的陨石坑图像清楚地显示，在辽阔的北方大平原北纬70.5度、东经103度处，一座无名陨石坑的坑底覆盖着一大片的冰。该陨坑宽35公里（22英里），深约2公里（1.2 英里），坑底与冰面之间的高度差约为200米（660英尺）。欧空局的科学家将这种高度差主要归因于部分可见的冰下沙丘。虽然科学家们并不把这块冰称为“湖泊”，但该水冰块的大小和全年存在的特点非常引人注目。在火星许多不同的地方都发现了水冰沉积和霜冻层。 
随着越来越多的火星表面被新一代的探测器拍摄到，越来越明显的事实是，火星表面可能散布着更多的冰块。这些推测中的冰块很多都集中在火星中纬度地区(南北纬30–60°之间），
例如，许多科学家认为，在这些纬度带中被不同地描述为“纬度相关覆盖层”或“粘贴地形”的普遍特征，是被尘埃或碎片覆盖、正在缓慢退化的冰块。碎片的覆盖既解释了图像中不像冰一样反射的暗淡表面，也说明了这些冰块为何能长时间存在而不完全升华。这些冰块还被认为是一些神秘的流道特征（如在这些纬度区所看到的冲沟）的可能水源。
在埃律西昂平原发现了与现有流冰(pack ice)一致的表面特征，在通往大面积洪泛区的河道中发现了似乎呈片状，大小从30米（98英尺）到30公里不等的特征。这些片状特征显示出破裂和旋转的迹象，清楚地将它们与火星表面其他地区的熔岩场区分开来。洪泛的源头被认为是附近的地质断层刻耳柏洛斯堑沟，该断层喷出了约200万至1000万年的水和熔岩。并被认为，水从刻耳柏洛斯堑沟流出，然后在低海拔平原汇聚、冻结，这种冻结的湖泊现今可能仍然存在。

### 冰川

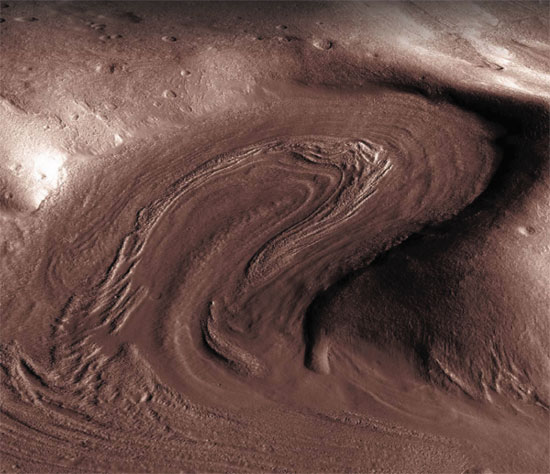
一道5公里宽、类似冰川的舌状沉积物斜向流入一条箱形峡谷，表面有冰碛的岩石沉积物显示了冰川的演化。

火星上许多大片区域要么似乎有冰川，要么有证据显示曾经存在过冰川。许多高纬度地区，尤其是伊斯墨诺斯湖区被怀疑仍然含有大量的水冰。最近的证据让许多行星科学家相信，水冰仍以冰川的形式存在于火星中高纬大部分地区，表面覆盖着一层可阻止升华的岩石/尘埃隔热层。这方面的一则示例是都特罗尼勒斯桌山群区被称作舌状岩屑坡的冰川状特征，它显示的大量证据表明，在数米厚的岩石碎屑下就藏有水冰。冰川与锐蚀地形及众多的火山有关。研究人员曾描述过赫卡特斯山、阿尔西亚山、帕弗尼斯山 和奥林帕斯山上的冰川沉积。据报道，在中纬度及以上地区的一些较大陨石坑中也有冰川。

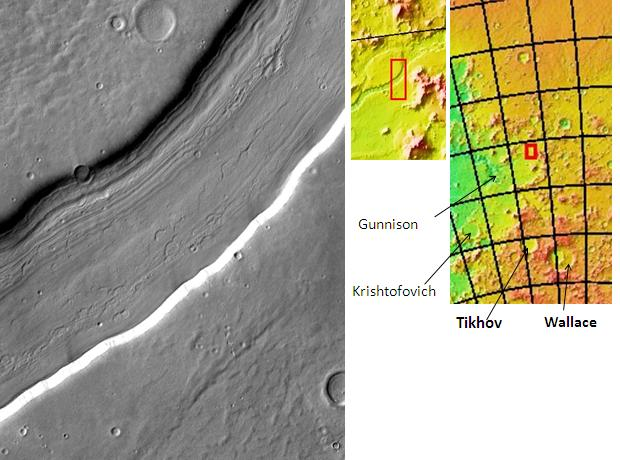
希腊区分布有线状谷底沉积的鲁尔谷。

火星上类似冰川的地貌分别被称作粘滞流地貌、火星流地貌、舌状岩屑坡或线状谷底沉积等，这取决于特征的形式、位置、相关地形以及作者对它的描述。很多（但不是全部）小型冰川似乎与陨石坑壁上的冲沟及覆盖层材料有关；被称为线状谷底沉积的线性沉积物可能是被岩石覆盖的冰川。发现于北半球阿拉伯高地周围锐蚀地形中的大多数河道，底部都有这种沉积物，河床表面上的这种脊状和沟槽状材料，可在障碍物周围转偏。线状谷底沉积可能也与舌状岩屑坡有关，轨道雷达已经证实其中含有大量的水冰。多年来，研究人员一直认为被称为“舌状岩屑坡”的特征是冰川流，并认为冰就存在一层隔热的岩石之下。根据新的仪器读数，已证实舌状岩屑坡中几乎含有纯冰，上面覆盖着一层岩屑。

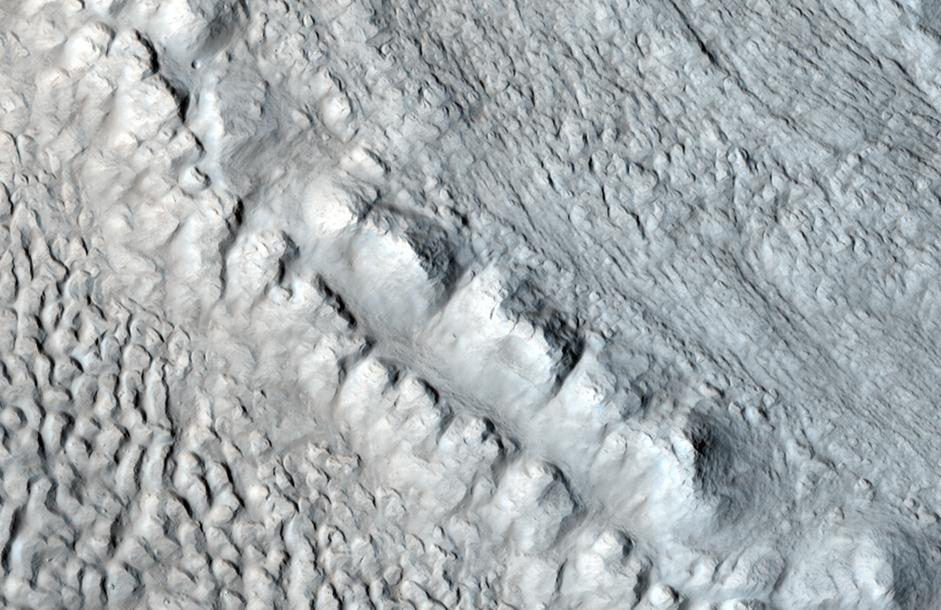
伊斯墨诺斯湖区被解释为高山冰川末期冰碛的一道山脊。

流动的冰川携带着岩石一起移动，之后随着冰川的消失岩石会被丢落，这通常发生在冰川前锋或冰川边缘。在地球上，这些地貌被称为冰碛，但在火星上，它们通常被称为类“冰碛脊”、“同心脊”或“弧形脊”。由于火星上的冰趋向于升华而非融化，而且火星的低温往往会使冰川“冻底”（冻结在岩床上，无法滑动），这些冰川遗迹及其留下的山脊与地球上的正常冰川并不完全相同。特别是火星冰碛易于沉积，而不会随下方的地形偏转，这反映了火星冰川中的冰通常被冻结而无法滑动的事实。冰川表面的碎屑脊表明了冰的移动方向，一些冰川表面因下方冰的升华而显得相当粗糙。冰蒸发而不融化会留下空隙，使上覆的材料随后塌陷到空隙中。有时大块的冰从冰川上掉落并被埋入到地表中，当它们融化后，或多或少会留下一些圆孔，火星上发现了许多这样的“壶穴”。
尽管有强有力的证据表明火星上有冰川流动，但几乎没有令人信服的冰川侵蚀地貌证据，如U形谷、鼻山尾、刃脊、鼓丘等。此类特征在地球冰川地区十分丰富，所以，火星上没有这些特征着实令人费解。这些地貌的缺乏被认为与火星上最新冰川中冰的“底冻”性质有关。由于火星上的太阳辐射、大气层温度和密度以及地热通量都比地球低，模型表明冰川与河床间的界面温度一直处于零度以下，冰实际上是被冻在了地表上，由此阻止了冰在河床上的滑动，这被认为抑制了冰侵蚀表面的能力。

## 火星水资源演变
火星表面水贮量的变化与其大气层的演变密切相关，可能有几个关键阶段。

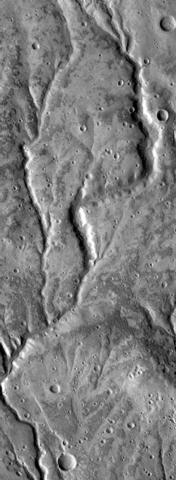
瓦伊哥谷附近的干涸河道。

### 早诺亚纪年代 （46-41亿年前）
早诺亚纪年代的特点是大气因严重的陨石撞击和流体逃逸而散失到太空，陨石造成的喷发可能清除了约60%的早期大气。在此期间，大量硅酸盐可能已经形成，这需要足够稠密的大气层来维持地表水，因为光谱上占主导地位的页硅酸盐类—蒙脱石表明水岩比适中。然而，介于蒙脱石和碳酸盐之间的pH-pCO2显示，蒙脱石的沉淀将二氧化碳分压（pCO2）值约束在不超过1×10−2标准大气压 (1千帕)以内 。另一项复杂因素是，年轻时期的太阳亮度比现在约低25%，这需要有一种更具显著温室效应的古老大气层来提高表面气温以维持液态水，但仅靠提高二氧化碳含量无法实现，因为二氧化碳在分压超过1.5个大气压（1500百帕）时会沉淀，温室气体的有效性反会降低。

### 诺亚纪中晚期年代（41-38亿年前）
在诺亚纪中晚期，塔尔西斯火山群排出了大量的水蒸气、二氧化碳和二氧化硫等气体，构成了火星的次级大气层；火星河谷网也形成于这一时期，表明与灾难性洪水相反，火星全球范围内广泛存在着地表水并暂时稳定，这段时期结束于同时发生的内部磁场终止和陨石轰击高峰的降临。内部磁场的停止和随后所有局部磁场的减弱使得太阳风可不受阻碍地剥离大气层。例如，与地球大气层相比，火星大气层中氩38/氩36、氮15/氮14和碳13/碳12的比率与太阳风通过瑞利分馏作用剥离高层大气层中较轻同位素造成的约60%氩、氮和二氧化碳损失相一致。作为太阳风活动的补充，撞击则会在没有同位素分馏的情况下大量喷射掉大气层成分。尽管如此，彗星撞击可能为该行星提供了挥发物的主要来源。

### 赫斯珀里亚纪到亚马逊纪年代（约38亿年前至现今）
虽然太阳风对大气层的剥离强度已不如太阳年轻时强烈，但还是抵消了零星释气事件的补充作用。这一时期爆发的灾难性的洪水，有利于地下挥发物的突然释放，而不是持续的在地表流动。虽然该时代早期可能是以酸性水环境和从诺亚晚期起以塔尔西斯为中心的地下水排放为主，但后期大部分的表面蚀变过程都是以氧化为标志，包括形成了使火星表面呈现红棕色的三价氧化铁。原生矿物相的这种氧化可通过与形成橙玄玻质(palagonitic)火山灰有关的低pH值（可能是高温）作用、火星大气层中光化学形成的过氧化氢作用以及水的作用来实现，这些都不需自由氧的介入。鉴于近期水和火成岩活动的急剧减少，过氧化氢的作用可能暂时占据了主导地位，使得观察到的三价氧化铁量非常小，虽然它们无处不在，而且在光谱上占主导地位。然而，在最近的地质史中，含水层可能驱动了持续但高度局部化的地表水，就如莫哈韦陨击坑所显示的地貌。此外，拉法耶特(Lafayette)火星陨石显示了最近6.5亿年前水蚀变的证据。

2018年全球沙尘暴前/后期间的火星

2020年，科学家们报告说，当前火星从水中失去氢原子的主要原因是季节性因素和直接将水输送至高层大气层的沙尘暴，这可能影响了行星过去10亿年的气候。

#### 冰河时代

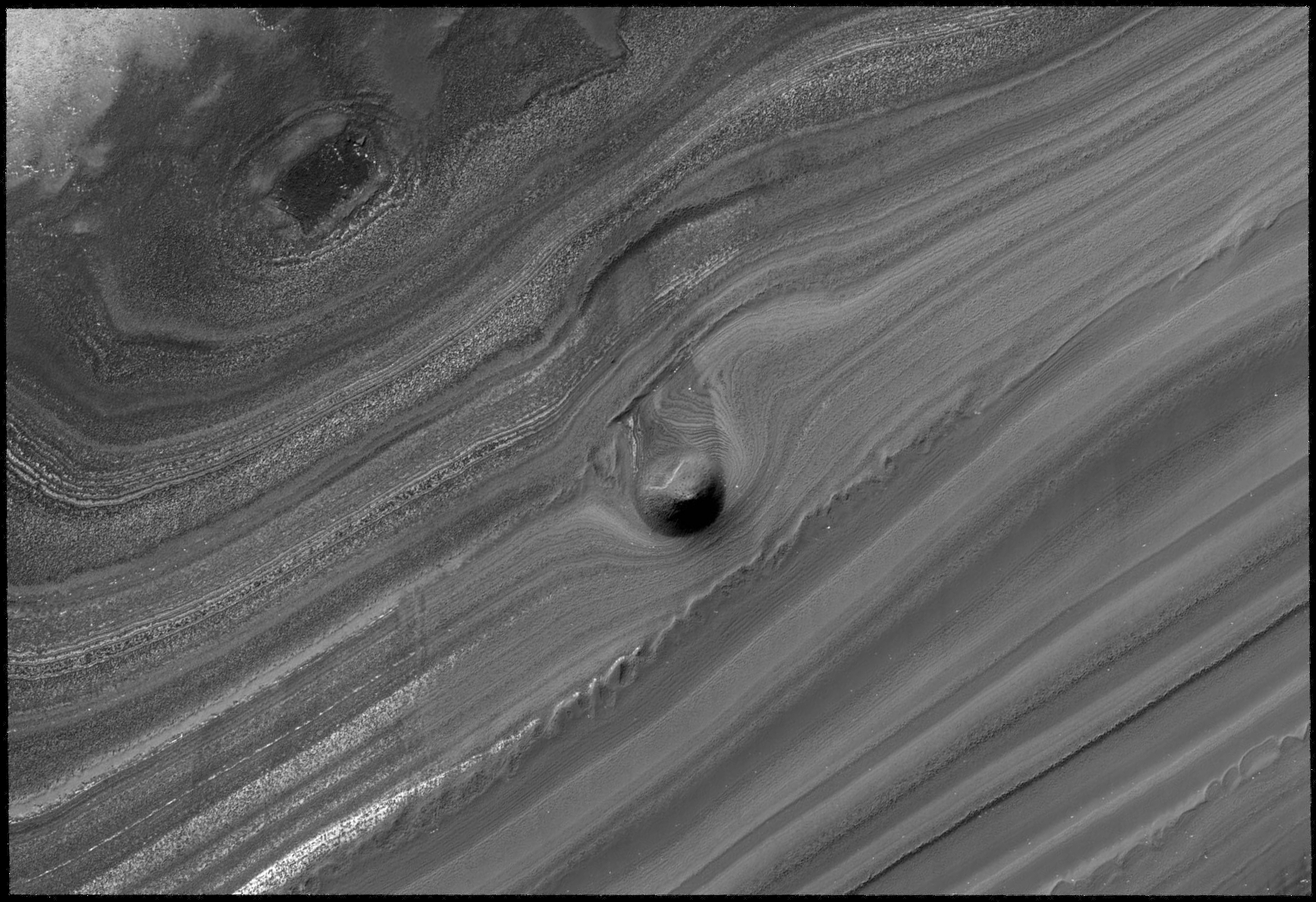
北极层状冰和尘埃沉积物。

在过去的五百万年中，火星表面冰的数量和分布大约经历了40次大规模的变化，最近一次的变化大约在210至40万年前，发生于火星分界的晚亚马逊纪冰川活动，这些变化被称为冰河期。火星上的冰河期与地球经历的冰河期大不相同，火星上的冰河期是由轨道和倾斜—也称为倾角的变化所驱动。轨道计算表明，火星在其轴线上的摆动比地球大得多。地球因其相对较大的卫星而稳定，因此它只摆动几度，而火星的倾角可能会改变几十度。当倾角很高时，它的两极会得到更多的直射阳光和热量，导致冰盖变暖，并随着冰升华而缩小，气候相应出现变化。火星轨道的偏心率变化是地球的两倍，随着两极的升华，冰被重新沉积到更靠近赤道的地方，在高倾角时期，赤道受到的太阳辐射有所减少。计算机模拟显示，火星自转轴倾斜45度，将导致冰堆积在显示有冰川地貌的区域。
冰盖中的水分以霜或雪与尘埃混合的形式向低纬度地区移动，火星大气层中含有大量细小的尘埃微粒，水蒸气在这些颗粒上凝结，然后由于水膜层的额外重量而落到地面形成一层覆盖层。当覆盖层顶部的冰返回大气层时，会留下尘埃隔离剩余的冰。蒸发的水分总量只占冰盖的百分之几，或者在整个火星表面形成一层1米深的水层。大部分来自冰盖的水分都形成为一层冰尘混合的平整、厚实的覆盖层，这层富含冰的覆盖层，在中纬度区可达100米厚，使低纬度区的陆地变得非常平坦，但在某些地方，它显示出一种凹凸不平的纹理或图案，显示出下面存在着水冰。

## 宜居性评估

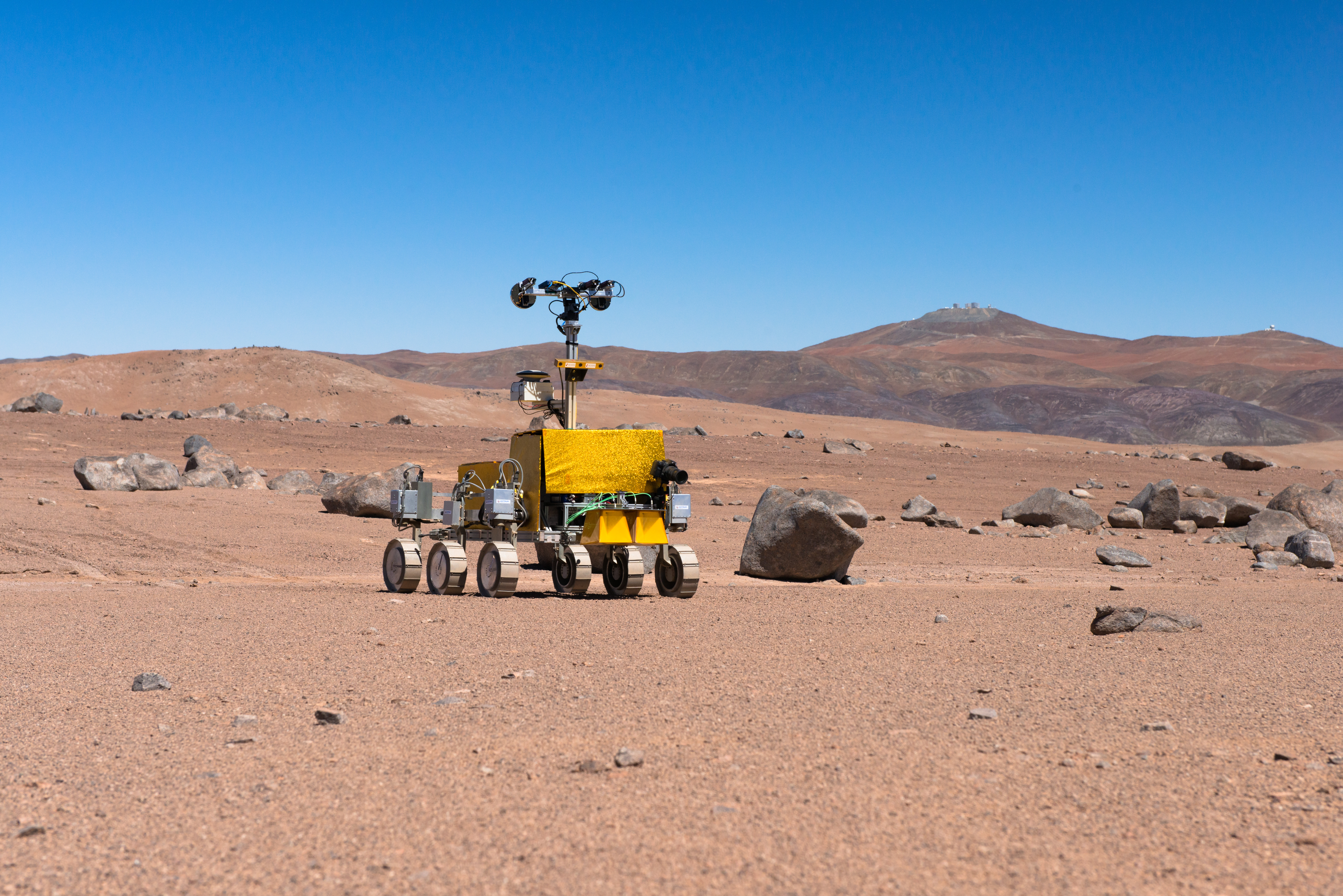
2013年，正在阿塔卡马沙漠测试的火星太空生物探测车原型。

自1976年海盗号登陆器搜寻当前微生物生命以来，美国宇航局在火星上一直遵循“跟随着水”的战略。然而，正如我们所知，液态水是生命存在的必要条件，但并非充分条件，因为行星宜居性是多种环境参数的函数。化学、物理、地质和地理属性决定了火星上的环境，对这些因素的单独测量尚不足以认定环境的适居住，但测量的总和有助于预测具有更大或更小宜居潜力的位置。
可居住的环境并不需要有人居住，出于行星保护的目的，科学家们正在尝试确定火星上可能会被航天器上偷渡的地球细菌污染的潜在栖息地。假如火星上存在或曾存在过生命，则在远离如今高氯酸盐、电离辐射、干燥寒冷等严酷表面条件的地下可能会找到证据或生命印迹。在假设的水圈中，可居住的位置可能位于地表以下数公里处，或者可能出现在与永久冻土接触的近地表附近。
好奇号火星车正在评估火星过去和现在的宜居性潜力，而欧洲-俄罗斯计划启动的“火星太空生物学”任务是一项致力于寻找和识别火星上生命信号的天体生物学项目，包括2018年4月开始绘制火星大气层甲烷图的“火星微量气体任务卫星”和2022年将钻探和分析2米深地下样品的“火星生物探测漫游车”。美国宇航局的火星2020任务探测车将储存数十个钻孔岩芯样本，以便在2020或2030年代将其带回地球实验室。

## 航天器探测

### 水手9号

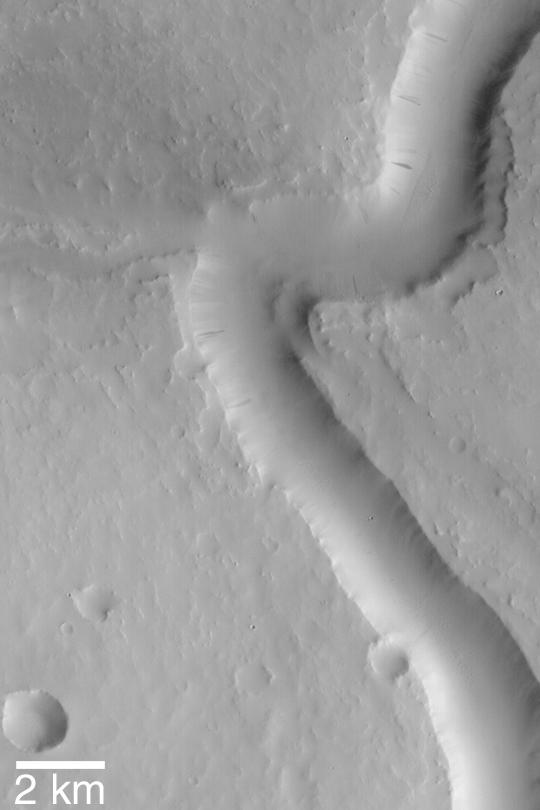
蜿蜒的斯卡曼德洛斯谷，这类图像暗示了火星表面曾经有过大量流动的水，火星全球探勘者号拍摄。

1971年发射的水手9号轨道飞行器所获得的图像首次以干涸河床、峡谷（包括长约4020公里的峡谷系统）、水侵蚀及沉积、锋面、雾等形式揭示了过去存在过水的直接证据。水手9号任务的发现支持了后来的海盗计划，为纪念水手9号取得的成就，以它的名字命名了巨大的水手峡谷系统。

### 海盗计划

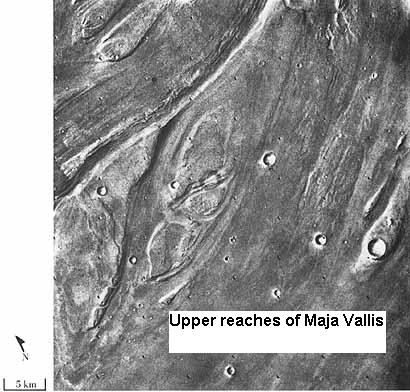
迈亚谷中的流线型岛屿表明火星上曾爆发过大洪水。

两艘海盗轨道飞行器和两台着陆器在火星表面发现了很多典型由大规模水流造成的地质形态，引发了学界对火星上是否有水的认知革命。在许多地区发现了巨大的溢出河道，显示洪水曾冲垮河坝、切出深谷、蚀刻岩床，奔腾倾泻数千公里；分布于南半球大片地区的分支河谷网道，表明那儿曾经有过降雨；许多陨石坑看上去好像陨石撞进了湿泥里，在它们形成时，土壤中的冰可能被融化，使地面变成四处流动的泥浆；被称为“混沌地形”的地区似乎快速流失了大量的水，导致下游形成巨大的河道，据估计这些河道的流量是密西西比河的一万倍。地下火山的活动可能融化了冰层，在水流大量流失后，地面塌陷形成混沌地形。另外，两台海盗着陆器的常规化学分析表明，火星表面过去要么露出在水面，要么就浸没于水中。

### 火星全球探勘者号

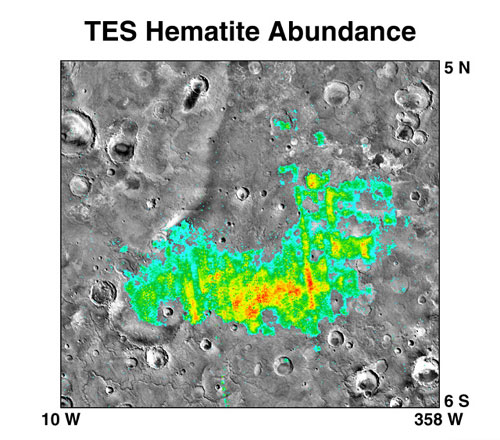
显示子午线湾中赤铁矿分布的地图，这些数据被用于确定机遇号探测车目标着陆地，该探测车发现了过去有水的明确证据。

火星全球探勘者号的热辐射光谱仪（TES）是一台能够测定火星表面矿物成分的仪器，而矿物成分能提供古代是否存在水的信息。热辐射光谱仪在尼利槽沟地层中发现了一大片（3万平方公里（1.2万平方英里））含有橄榄石矿物的区域。据认为，造成伊希斯盆地的古代小行星撞击导致了暴露出橄榄石的断层。橄榄石的发现有力地证明了火星部分地区极端干燥的时间已经很长。在赤道南北南60度范围内的其他许多小型露头中也发现了橄榄石。该探测器已拍摄到多条表明过去有持续液体流动的流道，其中两条位于纳内迪谷和尼尔格谷。

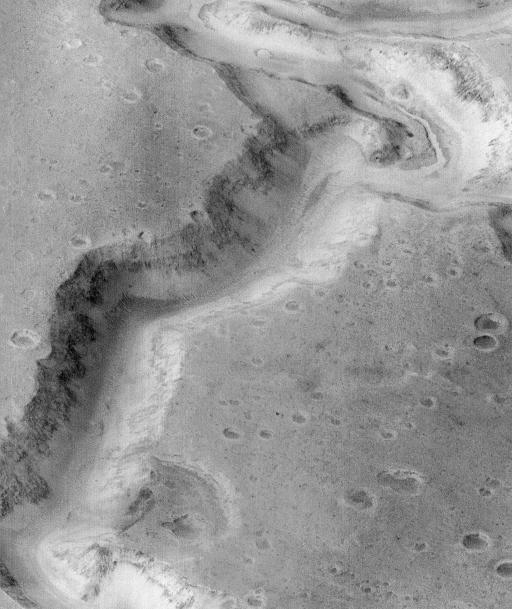
月沼区纳内迪谷底的内河道（靠近图像顶部），表明水流的时间相当长。

### 火星探路者号
火星探路者号着陆器记录了白昼气温循环的变化，日出前最冷，大约为零下78摄氏度（华氏零下108度；195 K）；午后最暖，约为零下8摄氏度（华氏18度；265 K）。在该位置，最高温从未达到水的冰点（摄氏0度、华氏32度或273 K），由于温度过低，纯液态水无法在地表存在。
探路者号在火星上测得的大气压也非常低，约为地球的0.6%，同样也不允许纯液态水存在于表面。
其他观察结果则与过去存在水的情况一致，探测器着陆点的一些岩石以地质学家称之为“叠瓦”的方式相互斜靠，可能是过去巨大的洪水将岩石推离水流方向时所形成；一些圆润的鹅卵石可能是在溪流中翻滚而致；而部分坚硬的地面则可能是含矿物质流体产生的胶结作用；另外，还探测到有云的迹象，也许还有雾。

### 火星奥德赛号
2001火星奥德赛号以图像形式发现了许多火星上存在水的证据，通过中子光谱仪，证明了大部分地表都贮藏有水冰，火星地表下的水冰足够填满两座密歇根湖。在两半球中纬55度到两极的地表下，分布着高密度的冰，每公斤土壤含有约500克（18盎司）的水冰,但靠近赤道的地方，土壤中水分的含量只有2%到10%。科学家们认为，这些水分大部分也被锁定在矿物的化学结构中，如粘土和硫酸盐。虽然火星上表层只含百分之几的化学结合态水，但冰就位于较下方数米处,尤如在阿拉伯高地、亚马逊区和埃律西昂区所显示的那样，那儿含有大量的水冰。轨道飞行器还在赤道地区表面附近发现了大量的大块水冰沉积物，赤道水合作用的证据既有形态上的，也有成分上的，在梅杜莎槽沟层和塔尔西斯山都可看到。数据分析表明，南半球可能具有分层结构，表明在现已消失的大型水域下面存在层状沉积物。

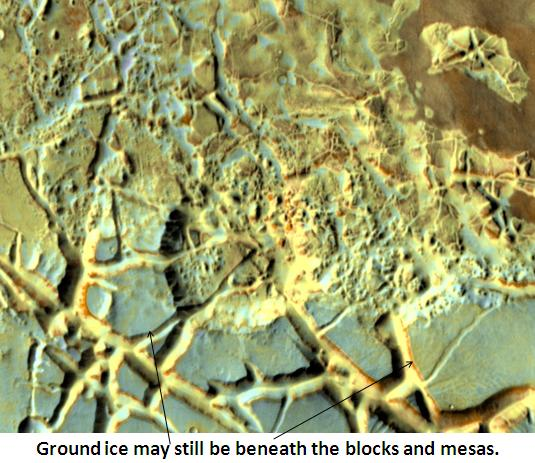
显示可能为古代水源的欧克西亚沼区阿伦混沌中的区块。

火星奥德赛号上的仪器可研究地表下1米深的土壤。2002年，利用现有数据计算，如果所有土壤表面都被一层均匀的水层覆盖，则将相当于火星0.5-1.5公里（0.31-0.93英里）深的全球等高水层（GLW）。
奥德赛轨道飞行器返回的数千张图像也支持火星上曾有大量的水流淌在表面的观点，
一些图像显示了分支河谷的形态，另一些则显示了可能在湖泊下形成的地层，甚至识别出了河流和湖泊三角洲。多年来，研究人员一直怀疑冰川存在于一层隔热岩石之下，在一些河道底表上发现的线状谷底沉积就是这些被岩石覆盖的冰川示例，它们的表面分布有脊状和沟槽状的材料，可在障碍物周围偏转。线性谷底沉积物可能与舌状岩屑坡有关，轨道雷达显示舌状岩屑坡内含有大量的水冰。

### “凤凰号”

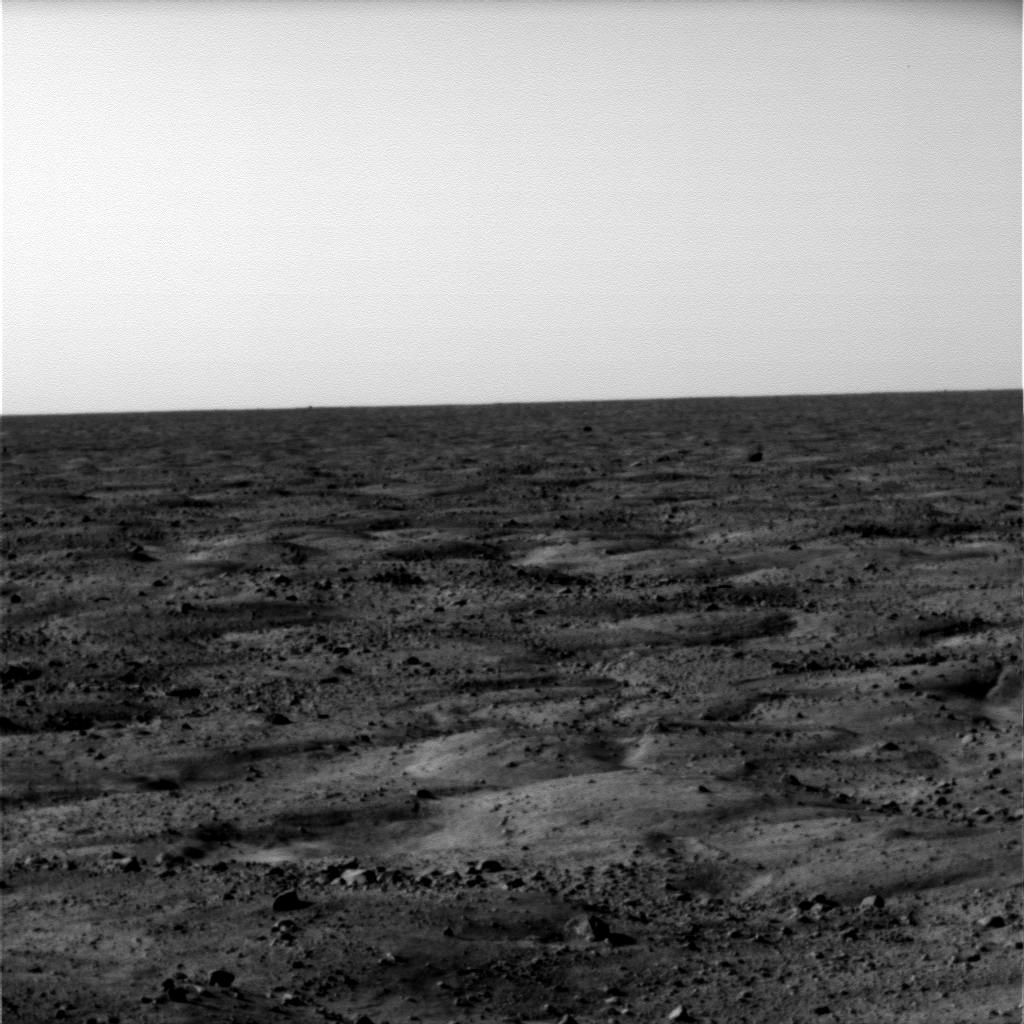
凤凰号着陆器拍摄的多边形永久冻土。

凤凰号着陆器也确认了火星北部地区存在大量水冰，这一发现是由以前的轨道数据和理论预测并由火星奥德赛仪器在轨测量得出的。2008年6月19日，美国宇航局宣布，机械手臂挖掘的“渡渡鸟-金发姑娘”沟中骰子般大小的明亮团块在四天内蒸发，强烈表明那些明亮团块是暴露后升华的水冰。虽然二氧化碳霜（干冰）在当时条件下也会升华，但它们的速度应该比观测到的要快得多。2008年7月31日，美国宇航局宣布凤凰号进一步证实了着陆地点存在水冰的证据，在对土壤样品进行加热测试中，当样品温度升到摄氏0度（华氏32度；273 K）时，质谱仪检测到了水蒸气。在当前极低的大气压和气温环境下，除非短时内位于海拔最低处，否则，液态水不可能存在于火星表面。
火星土壤中存在强氧化剂—高氯酸盐（ClO4–）阴离子，这种盐可以大大降低水的冰点。

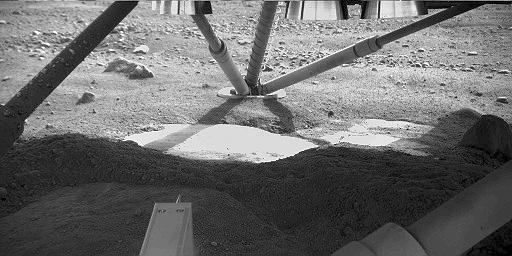
凤凰号着陆器下方视图，显示出着陆火箭暴露的水冰。

凤凰号着陆时，减速火箭喷出的气流将泥土和融化的冰溅射到了着陆器上。照片显示，探测器降陆时有一些物质粘在了着陆支架上这些物质以潮解的速率膨胀，在消失之前变暗（与先液化后滴落一致），并似乎融合在一起。这些观察结果结合热力学证据，表明这些斑滴很可能是液态卤水露珠；其他研究人员认为这些露珠可能是“霜冻”。2015年，已证实高氯酸盐在陡坡冲沟上形成复发性坡线方面发挥了作用。
在相机所能看到的范围内，着陆区表面是大致平坦，但形成了一块块直径2-3米（6英尺7英寸-9英尺10英寸），被20-50厘米（7.9-19.7英寸）深凹槽环绕的多边形地面。这些形状縁于土壤中的冰在温度变化较大时产生的膨胀和收缩。显微镜显示，多边形顶部的土壤由圆形和扁平颗粒组成，可能是一种粘土，冰存在于多边形中间地表下几英寸处，而多边形边缘区冰至少有8英寸（200毫米）深。
观察到雪从卷云中飘落，云层形成于大气层中温度为摄氏零下65度（华氏-85度；208K)的高度，因此，云必定是由水冰，而非二氧化碳冰（二氧化碳或干冰）所组成，因为形成二氧化碳冰的温度远低于摄氏零下120度(华氏-184度；摄153 K）。根据任务观察结果，现在怀疑今年晚些时候在该地点会积聚水冰（雪）。在任务执行期间的火星夏季，测得的最高气温为摄氏零下19.6度(华氏−3.3度；253.6K），最冷气温是摄氏零下97.7度(华氏−143.9度；175.5K），因此，这一地区气温度远低于水的冰点（摄氏0度，华氏32度或273 K）。

### 火星探测漫游者

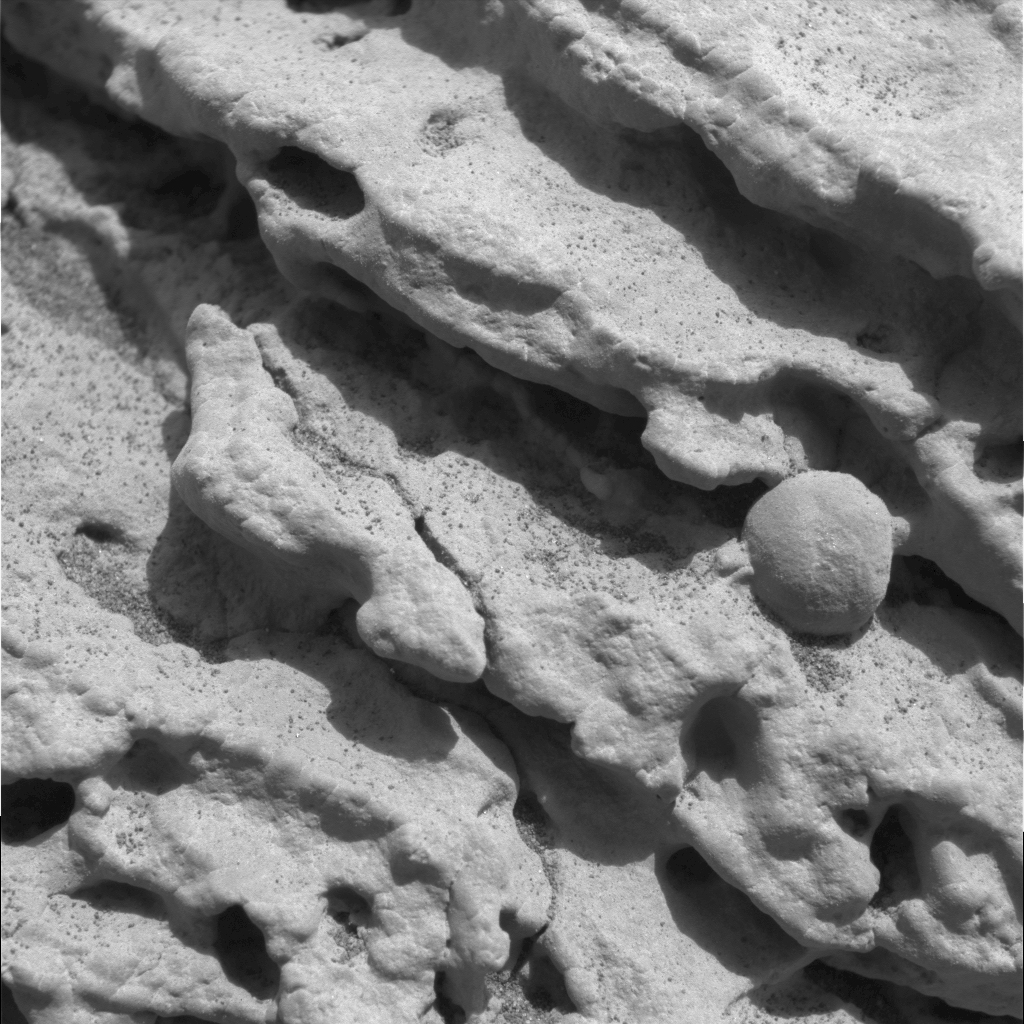
拍摄的岩石露头特写

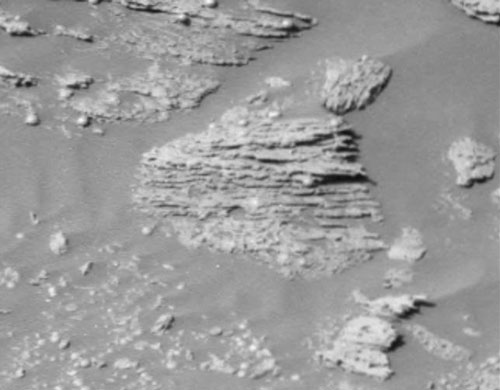
薄岩层，相互间并非全都平行。

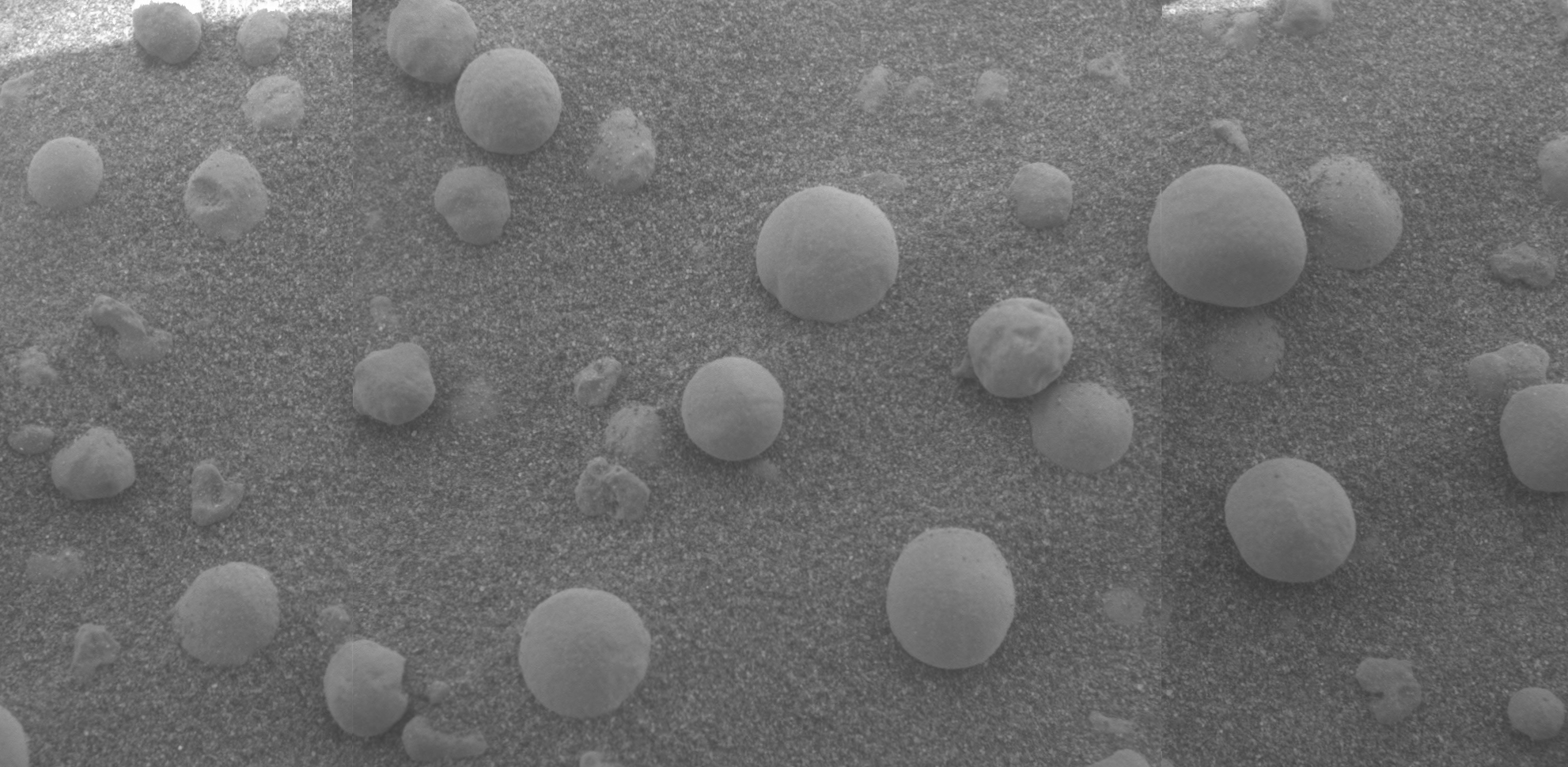
赤铁矿物蓝莓石。

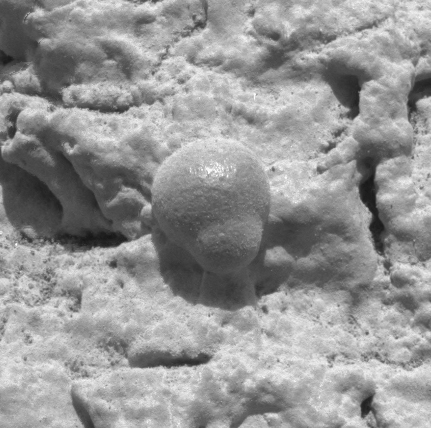
部分嵌入在岩石中的蓝莓石。

勇气号和机遇号火星探测车发现了大量火星上曾经存在过水的证据。勇气号探测车降落在一处被认为是大型湖床的地方。该湖床已被熔岩流覆盖，因此，最初很难发现过去水的证据。2004年3月5日，美国宇航局宣布勇气号在一块名为“汉弗莱”的岩石中发现了火星上有水的历史线索。
当勇气号在2007年12月拖着一只被卡住的轮子倒车时，该车轮刮掉了表层土壤，露出了一块富含二氧化硅的白色地面。科学家们认为该二氧化硅地面一定是通过两种方式之一产生的，其一：水在某处溶解的二氧化硅，然后带至另一处（即间歇泉）产生的温泉沉积物；其二：从岩缝中喷出的酸性蒸汽剥去了岩石的矿物成分，留下了二氧化硅。勇气号探测车还在古瑟夫撞击坑的哥伦比亚丘陵发现了水的证据，在克洛维斯岩石群中，穆斯堡尔光谱仪（MB）检测到了只能在有水情况下才会形成的针铁矿。以三价铁离子（Fe3+）形态存在的铁氧化物、富含碳酸盐的岩石，这意味着该行星上的一些地区曾经有过水。
机遇号探测车被引导至一处在轨道上检测到有大量赤铁矿的地点，赤铁矿通常由水形成。探测车确实发现了层状岩石和大理石或蓝莓状赤铁矿结核。在路过其他地方时，机遇号勘查了坚忍撞击坑中伯恩斯崖中的风成沙丘层，得出的结论是，这些露头的保存和胶结受到浅层地下水流的控制。在它连续运行的数年中，机遇号传回的证据表明，火星上该区域过去曾被液态水浸透过。
火星漫游者发现了古代潮湿环境酸性很强的证据，事实上，机遇号发现了硫酸的证据，这是一种对生命有害的化学物质，但2013年5月17日，美国宇航局宣布机遇号发现了粘土沉积物，这些沉积物通常形成于酸碱度接近中性的潮湿环境中。这一发现为潮湿的古代环境可能有利于生命提供了额外的证据[。

### 火星勘测轨道飞行器

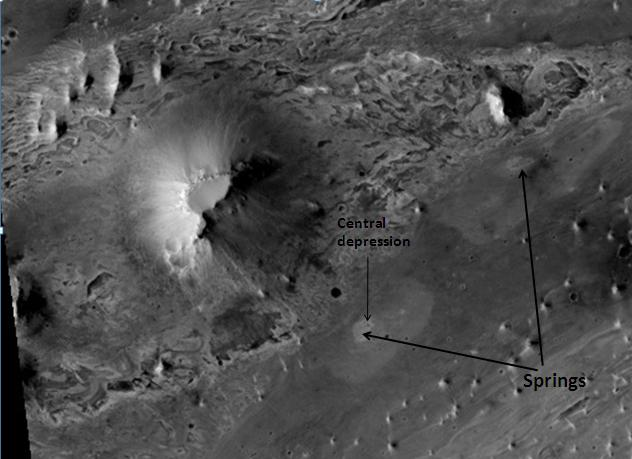
高分辨率成像科学设备显示的欧克西亚沼区维尔诺撞击坑中的温泉，这些温泉可能是寻找过去生命证据的最佳之处，因为温泉可以长期保存生命形式的证据。

火星勘测轨道飞行器的高分辨率成像科学设备拍摄了许多图像，有力地表明了火星有着丰富的与水有关的历史过程。一项重大发现是找到了古温泉证据，如果那里曾拥有微生物生命，那么就可能会保留下生命印迹。2010年1月发表的研究报告描述了水手谷周围地区持续降水的有力证据，那里的矿物类型与水有关。此外，高密度的小型支流也表明曾经的降水量很大。
火星上的岩石被发现经常在许多不同的地方以分层的形式出现，这种地层的可通过多种方式形成，包括火山、风或水等 ，而火星上浅色调的岩石通常与硫酸盐和粘土等水合矿物有关。

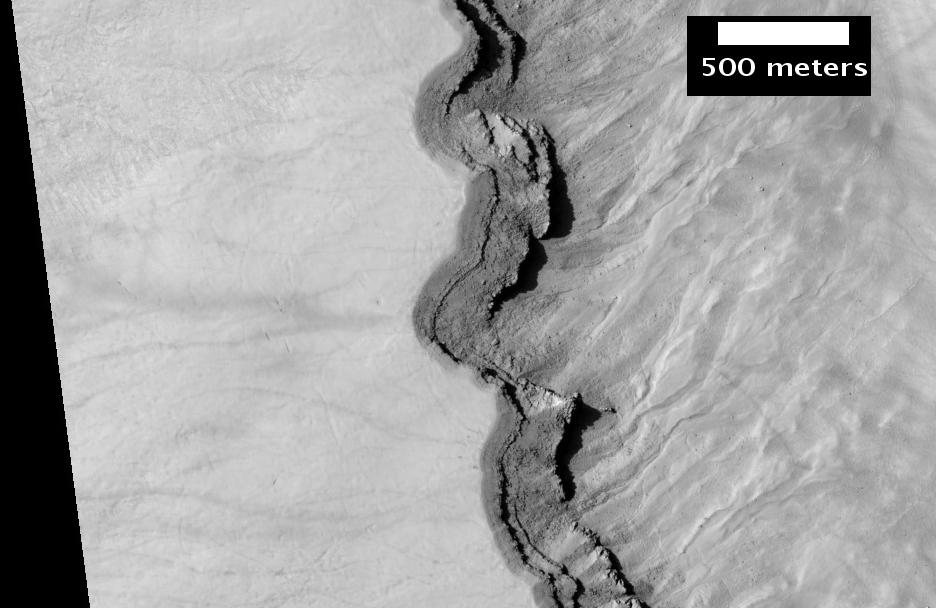
挪亚区阿西莫夫撞击坑的西侧坡地层。

该轨道器还帮助科学家们确定了火星大部分表面所覆盖的厚厚平坦层为冰和尘混合物。
位于浅地表下的冰层被认为是重大气候频繁变化结果，火星轨道和倾角的变化导致从极地到相当于德克萨斯所在纬度区的水冰分布发生重大变化。在某些气候时期，水蒸气离开极地冰层进入大气，在低纬度区形成大量与尘埃混合的霜或雪沉积物。火星大气层中含有大量的尘埃微粒，当水蒸气在尘埃颗粒上凝结后，由于额外增加的重量，这些颗粒会落到地面构成一层厚厚的含冰覆盖层。当覆盖层顶部的冰升华返回大气层后，则留下了一层尘埃，从而隔绝了下方剩留的水冰。
2008年，利用火星勘测轨道飞行器上浅层雷达进行的研究提供了强有力的证据，证明希腊平原和中北纬地区的舌状岩屑坡（LDA）是覆盖着一层薄岩屑的冰川。雷达探测到了来自舌状岩屑坡顶层和底部的强烈反射信号，这意味着该构造大部分是由纯净水冰组成。舌状岩屑坡中水冰的发现，表明在更低纬度区也能找到水。
2009年9月发表的研究表明，火星上一些新陨石坑显示出裸露的纯水冰。一段时间后，这些几英尺厚的冰全部蒸发消失在大气中。火星勘测轨道飞行器上的小型成像光谱仪（CRISM）证实了冰的存在。
2019年发布的其他合作报告评估了北极的水冰量，一份报告使用了火星勘测轨道飞行器上沙拉德浅层雷达的探测数据。该雷达能以15米（49英尺）的跨度扫描地表以下约2公里（1.2英里）的区域，对雷达运行的分析表明，北极高原下方存在水冰和沙尘层，其中60%至88%为水冰。这支持了由全球冷暖循环构成的火星全球长期天气理论，即在冷冻期，水在两极聚集形成冰层，然后随着全球变暖的发生，未解冻的水冰被火星上频繁沙尘暴带来的尘埃和沙土覆盖。这项研究测定的总冰量表明，火星表面约有2.2×105公里3（5.3×104英里3），如果融化的活，足以形成一层完全覆盖火星表面的1.5米（4.9英尺）水层。这项研究得到了另一项研究的证实，该研究利用记录到的重力数据估算了北极高原的密度，表明就平均而言，所含水冰比率高达55%。
通过检查高分辨率成像科学设备拍摄的照片，在乌托邦平原（北纬35-50度、东经80-115度）发现了许多看起来像地球上冰核丘的地貌，冰核丘是有一颗大冰核的土丘，常见于永久冻土地带。

### 好奇号火星车

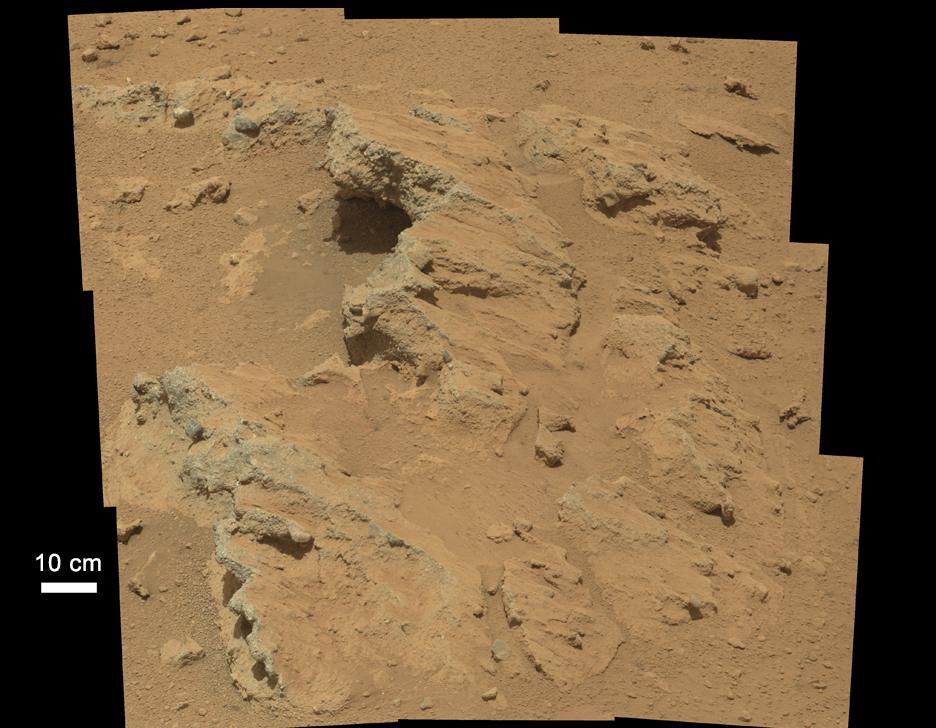
霍塔 岩石露头 – 由“好奇号”火星车团队发现的古代河床（2012年9月14日）(特写) (立体版)。

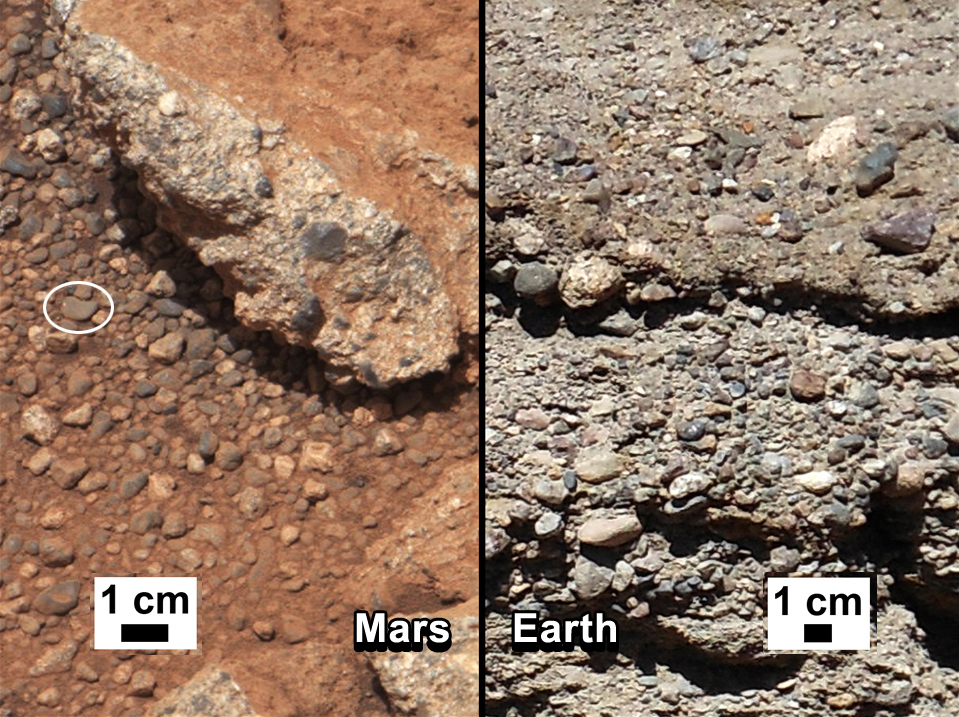
火星上岩石露头与地球上的河流砾岩的比较，表明溪流中“强劲”奔流的水流。

美国宇航局好奇号探测车在任务执行初期，就在火星上发现了清晰的河流沉积物。这些露头中的卵石特性表明，以前河床上曾奔流着强劲的水流，水流深度达脚踝和腰部之间。这些岩石是从陨石坑壁向下的冲积扇底部发现的，而这一冲积扇系统是以前从轨道上所识别出的。
2012年10月，好奇号对火星土壤进行了首次X射线衍射分析。结果显示存在包括长石、辉石和橄榄石等在内的多种矿物，并表明样品中的火星土壤与夏威夷火山风化玄武岩土壤相类似。所使用的样本由来自全球沙尘暴的尘埃和当地细砂组成。截止目前，好奇号分析的材料与对盖尔撞击坑中沉积物的最初看法相一致，这些沉积物记录了从潮湿到干燥环境期的变迁过程。
2012年12月，美国宇航局报告说好奇号进行了首次全面性的土壤分析，揭示了火星土壤中存在水分子、硫和氯。2013年3月，美国宇航局报告了矿物水合作用的证据，在多个岩石样本中，包括被碾破的“廷蒂纳岩石”碎块和“萨顿内露层”岩石，以及“克诺尔”（Knorr）和“韦内克”（Wernicke）等其他岩石的矿脉和结核中可能存在水合硫酸钙。在探测车从布雷德伯里着陆场到格莱内尔格地的黄刀湾区穿越过程中，车载动态中子返照率设备（DAN）所作的分析提供了地下水的证据，显示地下水含量高达4%，深度为60厘米（2.0英尺）左右。
2013年9月26日，美国宇航局科学家报告说，火星好奇号探测车在盖尔撞击坑埃俄利斯沼石巢区的土壤样本中检测到大量化学结合态水（重量比1.5-3%）。此外，美国宇航局报告，探测车发现了两种主要的土壤类型：细粒铁镁质型和局部衍生的粗粒长英质型。铁镁质型与其他火星土壤及尘埃相类似，与土壤非晶态相的水合作用有关。另外，在好奇号探测车着陆点（以及时间更早更靠近极地的凤凰号着陆器位置）都发现了可能使生命相关有机分子检测变得困难的高氯酸盐，表明“这些盐类在全球范围内分布”。美国宇航局还报告，好奇号在前往格莱内尔格途中遇到的一块杰克·马蒂耶维奇岩石，是一种橄榄粗安岩，与地球上的非常相似。
2013年12月9日，美国宇航局报告，火星盖尔陨石坑内曾拥有过一座适宜微生物生存的大型淡水湖。
2014年12月16日，又报告称火星大气层中的甲烷含量出现异常的大幅起落；此外，好奇号探测车从岩石上钻取的粉末中检测到了有机化学物质。另外，根据氘氢比研究，发现火星盖尔撞击坑中大部分的水在古代即撞击坑湖床形成前就已流失，之后湖水继续大量流失。
2015年4月13日，《自然》杂志发表了一份好奇号所收集湿度和地面温度数据的分析报告，显示了火星夜间地表5厘米以下会形成液态卤水膜的证据，但水的活性和温度仍低于地球上所知微生物繁衍和代谢的要求。
2015年10月8日，美国宇航局确认，33-38亿年前盖尔撞击坑中湖泊和溪流搬运、堆积的沉积物构成了夏普山的下层山体。2018年11月4日，地质学家根据好奇号火星车对盖尔撞击坑的研究提出了证据，证明早期火星上曾存在过大量的水。

### 火星快车号
由欧空局发射的火星快车号轨道飞行器一直在绘制火星表面地图，并使用雷达设备寻找地下水的证据。2012年至2015年间，轨道器扫描了南极高原冰盖下的区域。到2018年，科学家们确定，读数显示有一座约20公里（12英里）宽的地下湖泊，湖顶位于地表面下1.5公里（0.93英里）处，液态水的深度还不清楚。

## 另请查看
- 火星大气层中的水–环火星的气体层。
- 火星气候–类地行星的气候模式。
- 火星殖民——计划–人类在火星定居的拟议概念。
- 火星和地球上水的演化
- 地外液态水–地球外自然存在的液态水。
- 火星湖泊–火星上湖泊的存在概述。
- 火星生命——在火星上的生命–火星上微生物宜居性的科学评估。
- 火星快车号§科学发现和重要事件
- 火星全球探勘者号§火星上水冰的发现
- 火星运河 –19世纪末20世纪初火星上存在运河的想法。
- 火星泥裂缝